# Cedar Point
Pour les articles homonymes, voir Cedar Point (homonymie).
Cedar Point  est un parc d'attractions situé à Sandusky dans l'Ohio, aux États-Unis, sur une péninsule du lac Érié.
Ouvert en 1870, il est considéré comme le deuxième plus ancien parc d'attractions en activité aux États-Unis derrière Lake Compounce. Cedar Point est détenu et exploité par Cedar Fair. Le parc comprend 16 montagnes russes.
D'autres attractions à proximité du parc comprennent une plage de sable blanc de 1,6 km de long, un parc aquatique extérieur appelé Cedar Point Shores, un parc aquatique intérieur appelé Castaway Bay, deux marinas, plusieurs hôtels, un complexe sportif de plein air appelé Cedar Point Sports Center et plusieurs stations balnéaires à proximité.
Le parc fait partie des 20 meilleurs parcs d'attractions aux États-Unis avec environ 3,6 millions visiteurs en 2017. Le parc compte également plusieurs bâtiments qui sont inscrits au registre national des lieux historiques.

## Histoire
À la fin du XIXe siècle, la région de la rive sud du lac Érié est devenue une destination de vacances populaire pour la classe moyenne émergente aux États-Unis. Les îles du lac, telles que l'île Kelleys et l'île South Bass, gagnaient en réputation pour leurs stations balnéaires d'eau douce. La péninsule de Cedar Point, du nom de son abondance de cèdres, était à l'origine connue pour sa pêche. Sandusky, qui comportait un important port et deux chemins de fer, s'est transformé en un centre économique majeur au cours des trois décennies suivantes. Les voyages en chemin de fer et en bateau à vapeur ont soutenu une industrie touristique émergente et le développement rapide de la région a commencé.
Dans les années 1860, pendant la guerre civile américaine, le terrain au bout de la péninsule sert d'abri d'artillerie. La guerre finie, Cedar Point reprend son rôle d'aire de pique-nique et de plage de baignade. Louis Zistel, un immigrant allemand, commence à transporter en bateau les habitants vers la péninsule de Cedar Point en 1870. Zistel ouvre un bain public sur la rive nord de la péninsule et la même année a construit un café en plein air avec une petite piste de danse. Il fait payer 25 cents par personne pour aller de Sandusky à Cedar Point sur son bateau, Young Reindeer.
En 1878, James West a ouvert un groupe de bains publics près de la plage. Bien qu'il n'y ait pas de service de bateaux à vapeur, les voiliers accostent souvent juste au large. En 1880, un journal local observe que la popularité de la plage augmente et que les pique-niques sur le terrain étaient devenus un passe-temps populaire. La popularité de la péninsule attire l'attention de Benjamin F. Dwelle et du capitaine William Slackford qui louent des terres sur la péninsule en 1882 et construisent huit nouveaux bains publics, une salle de danse et des passerelles en bois sur la plage.

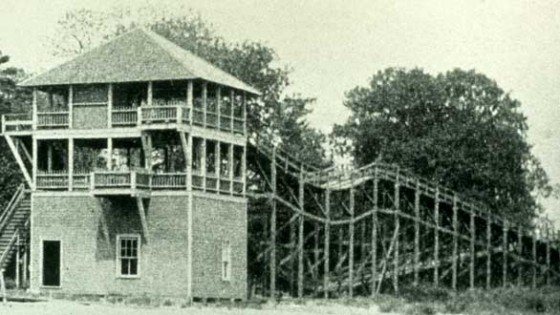
Switchback Railway dans les années 1890.

Après que Slackford soit tombé malade en 1888, Dwelle a conclu un partenariat plus lucratif avec Adam Stoll et Louis Adolph, qui possédaient des terres à Cedar Point, ainsi que les investisseurs Charles Baetz et Jacob Kuebeler. La première entreprise du partenariat était la construction d'un Grand Pavillon, qui a ouvert la même année en 1888 et a marqué le premier effort concerté pour faire fonctionner la péninsule comme une station balnéaire publique. C'était un théâtre de deux étages et une salle de concert avec un bowling et un studio de photographe. Le bâtiment a été reconnu pour son architecture inhabituelle et se dresse toujours dans le parc. Le premier manège à Cedar Point, un toboggan aquatique a ouvert ses portes en 1890. L'électricité a été installée à Cedar Point en 1891. Les premières montagnes russes, Switchback Railway, ont ouvert en 1892.

### L'ère Boeckling

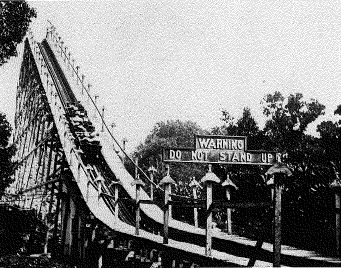
Leap the Dips dans les années 1920.

Le parc doit beaucoup à l'homme d'affaires George Arthur Boeckling qui, à partir de 1897, est nommé à la tête du parc par la compagnie Lake Erie and Western Railroad. Il apporte les premières attractions, les aménagements du parc, les premiers hôtels (dont l'Hotel Breakers qui ouvre en 1905 et qui fonctionne toujours aujourd'hui).
Les deuxièmes montagnes russes de Cedar Point, Loop the Loop, ont fait leurs débuts en 1902.
Les montagnes russes Dip the Dips Scenic Railway ont ouvert leurs portes en 1908, mais elles ont rapidement été éclipsées par Leap the Dips qui a ouvert ses portes en 1912. En 1917, Dip the Dips est rasé et remplacé par le Leap Frog Scenic Railway. Avec un assortiment croissant d'attractions, dont trois montagnes russes, Cedar Point commençait à devenir un parc d'attractions. Cependant, ce n'était pas une priorité pour Boeckling qui continue a promouvoir la péninsule principalement comme une station balnéaire avec des spectacles, des expositions, des films et d'autres formes de divertissement.
Plusieurs hôtels et restaurants supplémentaires sont construits au cours des dernières années du mandat de Boeckling, notamment l'hôtel Cedars, l'hôtel White House, le château de Crystal Rock et la salle de bal Crystal Gardens. Cedar Point continue à mettre à jour ses attractions, remplaçant Racer, Circle Swing et d'autres manèges pour faire place à un manège aquatique Shoot-the-Chute, un Tilt-A-Whirl et des palais du rire tels que Noah's Ark et le Bluebeard's Palace. En 1929, le Cyclone est construit par le concepteur Harry Traver.
La santé de Boeckling commence à se détériorer. Il se retire en 1931 et meurt quelques mois plus tard, le 24 juillet 1931.

### L'ère George A. Roose

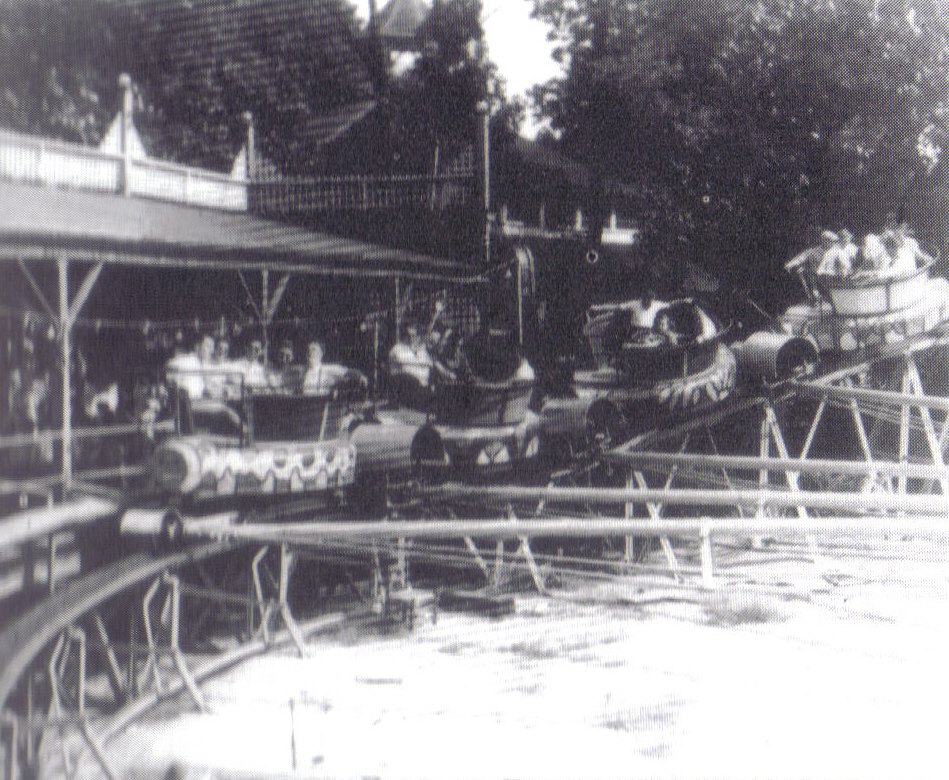
Tumble Bug dans les années 1930.

Edward Smith reprend la direction de Cedar Point après la mort de Boeckling. En raison de la Grande Dépression, peu de nouveautés dans les années 1930. L'un des rares manèges construits à cette époque était le Tumble Bug. Leap the Dips en décomposition est démoli au milieu des années 1930. À la fin des années 1930, le complexe était sur le point d'être vendu à l'État de l'Ohio pour 3 000 000 $ US (soit environ 54 006 900 $ en 2020). Le site est maintenu en activité grâce au Colisée, la salle de danse rénovée après la saison 1938 dans un style art déco, avec une nouvelle scène et une grande piste de danse où certains des meilleurs groupes de l'époque viennent se produire.
À la fin de la Seconde Guerre mondiale, Cedar Point a besoin d'une aide financière. Le bois des montagnes russes Cyclone pourrissent, le parcours se fissure à de nombreux endroits et le quai a besoin de réparations. En 1946, la plus ancienne attraction encore existante ; le Midway Carousel, a été installé. En 1951, les montagnes russes Cyclone sont rasées en raison de leur mauvais état, laissant la station sans montagnes russes. Les attractions Laff-in-the-Dark, Rocket Ships et Loop-A-Plane sont installées. Cedar Point Causeway est construit en 1957 et est toujours utilisé. Le président de Cedar Point, Bernie Zeiher, est remplacé par George Roose vers 1958, et Emile Legros est élu président la même année.
Wild Mouse est construite et la station se dote d'un monorail en 1959.
Cedar Point & Lake Erie Railroad a ouvert ses portes en 1963, transportant des passagers du milieu du parc vers l'arrière. En 1964, le parc construit ses plus anciennes montagnes russes ; Blue Streak. Cedar Creek Mine Ride ouvre en 1969, il est l'un des premiers train de la mine et est la deuxième plus ancienne montagne russe de Cedar Point en fonctionnement.
En 1970, le Centennial Theatre, nommé en l'honneur du 100e anniversaire de Cedar Point, a été construit, suivi en 1972 de Giant Wheel et les montagnes russes Jumbo Jet, aujourd'hui disparues. En 1975, Robert L. Munger Jr. a pris la présidence de Cedar Point après la retraite de Roose. Les montagnes russes Corkscrew construites en 1976, innovent avec des inversions inédites. Il est le deuxième à avoir une boucle verticale (juste après Revolution de Six Flags Magic Mountain, ouvert à peine huit jours avant Corkscrew). Gemini ouvre ses portes en 1978. L'attraction est annoncée comme le parcours de montagnes russes les plus hauts, les plus rapides et les plus raides du monde. Une attraction pour enfants, nommé Jr. Gemini (maintenant connu sous le nom de Wilderness Run), a ouvert l'année suivante en face de Gemini. White Water Landing ouvre en 1982, remplaçant les bûches originales Shoot the Rapids. En 1983, Demon Drop est construit à l'avant du parc. Avalanche Run ouvre ses portes en 1985 près de la plage et sera plus tard rebaptisé Disaster Transport. Cette même année, le parcours scénique San Francisco Earthquake Ride est transformé en zone Berenstain Bear Country.

## L'ère Dick Kinzel
Robert L. Munger Jr, président et directeur général de Cedar Fair, démissionne en 1986 en raison de problèmes de santé et est remplacé par Richard "Dick" Kinzel. Thunder Canyon, un rafting fabriqué par Intamin ouvre en 1986. En 1987, Iron Dragon, des montagnes russes suspendues, fait ses débuts sur le Million Dollar Midway près de la gare Cedar Point & Lake Erie Railroad. En 1988, Soak City (maintenant connu sous le nom de Cedar Point Shores), le parc aquatique extérieur de Cedar Point, est construit près de l'hôtel Breakers. Il comportait plus de 10 toboggans aquatiques, une promenade en radeau familial et deux lazy rivers.

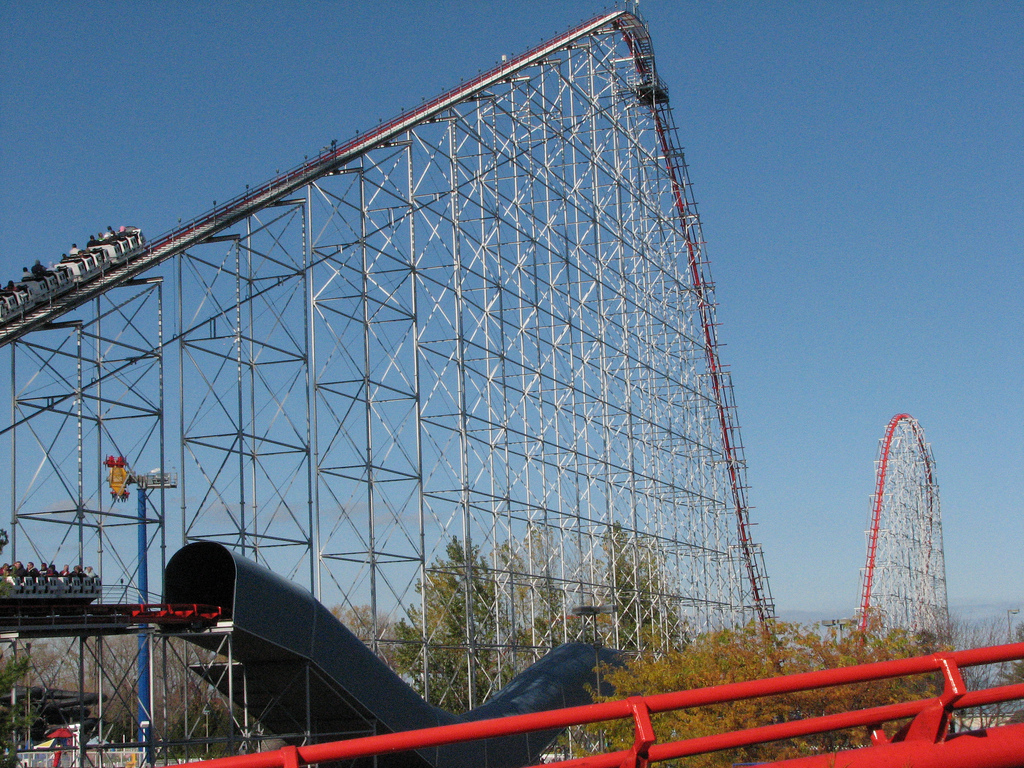
Magnum XL-200.

Plusieurs nouveaux manèges et montagnes russes ont ouvert à Cedar Point de 1989 à 2011 qui ont battu des records. Magnum XL-200 fait ses débuts en 1989. Conçu par Arrow Dynamics, il bat le record des montagnes russes les plus hautes et les plus rapides au monde. C'était la première montagne russe à dépasser une hauteur de 200 pieds (61 m), une vitesse supérieure à 110 km/h et c'était le premièr hypercoaster au monde. Pour la saison 1990, Avalanche Run a été transformé en Disaster Transport ; le manège était entièrement clos et des effets spéciaux ont été ajoutés. Mean Streak a ouvert ses portes en 1991. Il a battu des records pour les montagnes russes en bois les plus rapides et les plus hautes du monde, atteignant des vitesses de 105 km/h et une hauteur de 49 m. Challenge Park a été construit entre Hotel Breakers et Soak City en 1992. Challenge Park comprenait RipCord, Skyscraper et deux parcours de mini-golf de dix-huit trous.
Snake River Falls a été construit en 1993 en raison de la popularité de Soak City. L'année suivante, Cedar Point installe Raptor. Mill Race est retiré du parc. En décembre 1994, le parc a organisé son unique Noël dans le parc. Le Midway Carousel était ouvert, une calèche faisait visiter les coulisses du parc. En 1996, Cedar Point ouvre Mantis , alors les montagnes russes debout les plus hautes, les plus raides et les plus rapides du monde. En 1997, le parc a introduit HalloWeekends, un événement saisonnier avec des maisons hantées et des labyrinthes. Camp Snoopy a fait ses débuts en 1999 avec huit attractions sur le thème de Snoopy, à l'exception d'un Tilt-A-Whirl. La zone comprend également une montagne russe junior construite par Vekoma ; Woodstock Express.

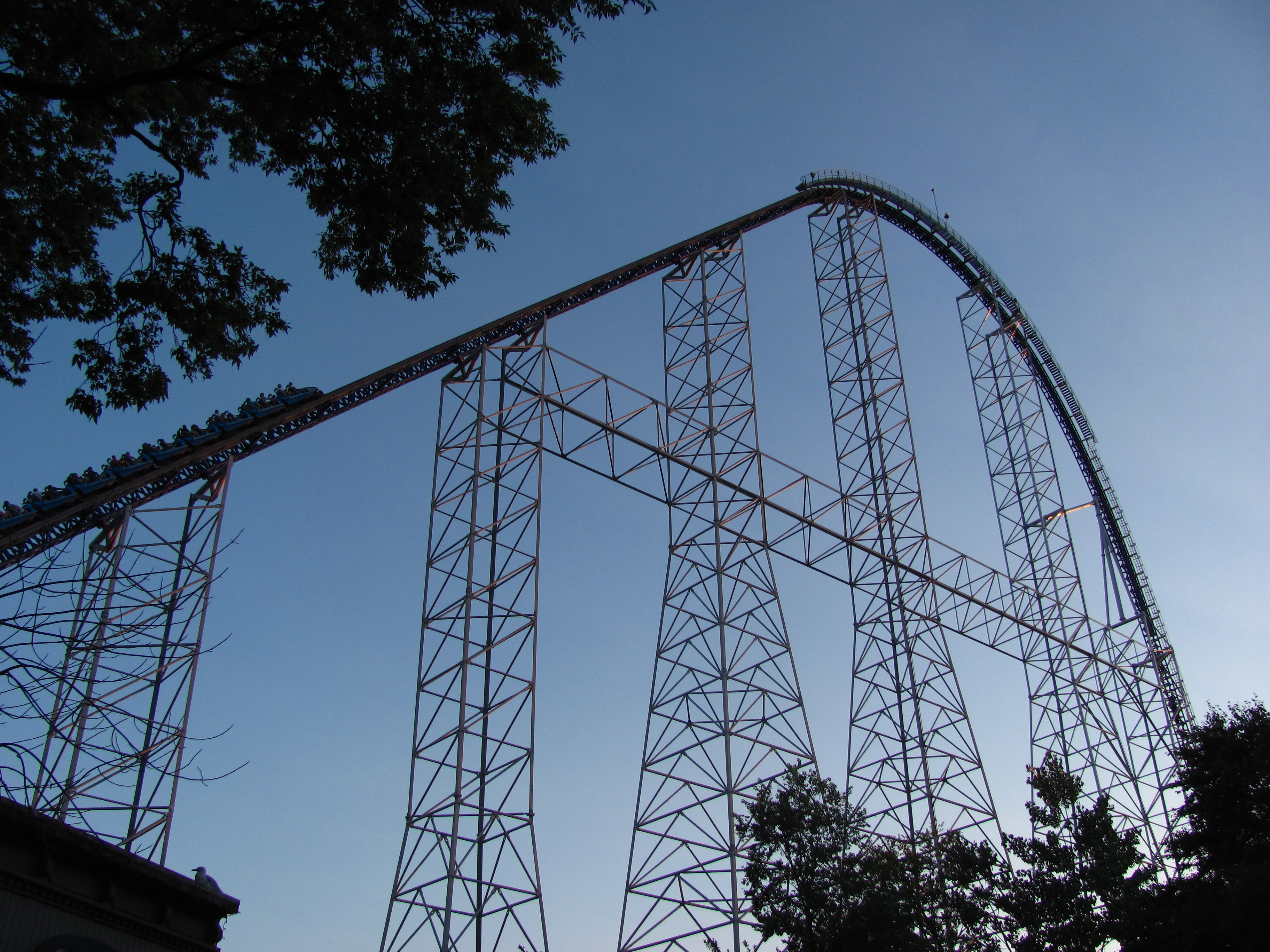
Millennium Force.

Cedar Point construit ses premières giga montagnes russes, Millennium Force, en 2000. Lors de ses débuts, il s'agissait des montagnes russes à circuit complet les plus hautes et les plus rapides au monde, culminant à 94 m et atteignant une vitesse maximale de 150 km/h. En 2002, Wicked Twister a ouvert ses portes en tant que montagnes russes à impulsions inversées les plus hautes, les plus rapides et les plus longues de son genre. Au milieu d'une industrie hautement compétitive avec d'autres parcs, Cedar Point a de nouveau établi de nouveaux records l'année suivante avec le lancement de Top Thrill Dragster, qui a ouvert ses portes en tant que montagnes russes les plus hautes et les plus rapides du monde en 2003. Il a atteint une hauteur de 128 m et une vitesse maximale de 190 km/h atteinte en 4 secondes. Kingda Ka à Six Flags Great Adventure a battu les deux records deux ans plus tard. maXair, un frisbee de Huss Park a fait ses débuts en 2005.
Dan Keller a également pris sa retraite en 2005 en tant que vice-président et directeur général. Il a été remplacé par John Hildebrandt, qui était vice-président et directeur général de Dorney Park & Wildwater Kingdom depuis mai 2004.

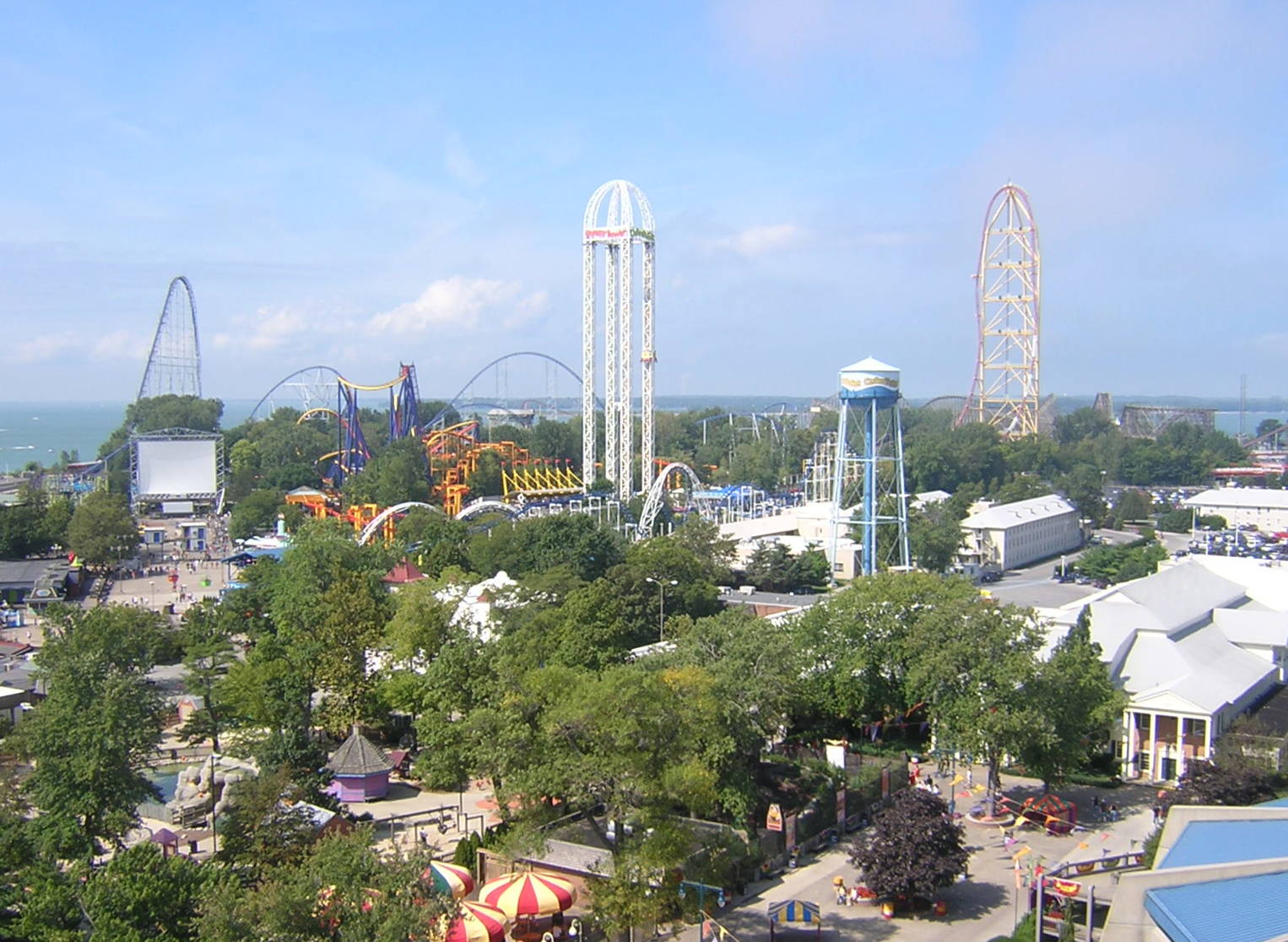
Vue générale du parc en 2006.

En 2006, Skyhawk (Screamin' Swing de S&S Worldwide) a été construit à côté de Snake River Falls. Le 26 mai 2007, Cedar Point ouvre Maverick , qui présente une chute de 30 m à un angle de 95° et comprend un lancement propulsé LSM au milieu du trajet permettant au train d'atteindre la vitesse de 110 km/h.
En 2008, Cedar Point présente Planet Snoopy, un espace pour enfants construit sur le site de Peanuts Playground ; il se compose de manèges pour familles et enfants déplacés du parc jumeau Geauga Lake, après sa fermeture. En 2010, Cedar Point ajoute Shoot the Rapids. Il est retiré en février 2016 à la suite d'une faible fréquentation et d'un grave incident en 2013,. WindSeeker, une tour haute de 92 m a été inaugurée en 2011.

### L'ère Matt Ouimet
Le 20 juin 2011, Cedar Fair a annoncé que Dick Kinzel prendrait sa retraite le 3 janvier 2012 et que Matt Ouimet deviendrait le PDG de l'entreprise. Ouimet a été employé par The Walt Disney Company pendant 17 ans, notamment en tant que président de Disney Cruise Line et du Disneyland Resort.
En 2012, Cedar Point a ajouté Dinosaurs Alive!, une exposition itinérante présentant environ 50 dinosaures animatroniques grandeur nature. Elle était située sur Adventure Island et a remplacé la croisière en bateau Paddlewheel Excursions. Dinosaurs Alive! a été remplacé par Forbidden Frontier après la saison 2018. Un complexe de toboggans à six voies appelé Dragster H2O a été ajouté à Soak City. Cedar Point a également supprimé WildCat pour la saison 2012 pour faire place à Luminosity. C'était la première fois depuis 1978 que des montagnes russes étaient retirées de Cedar Point.

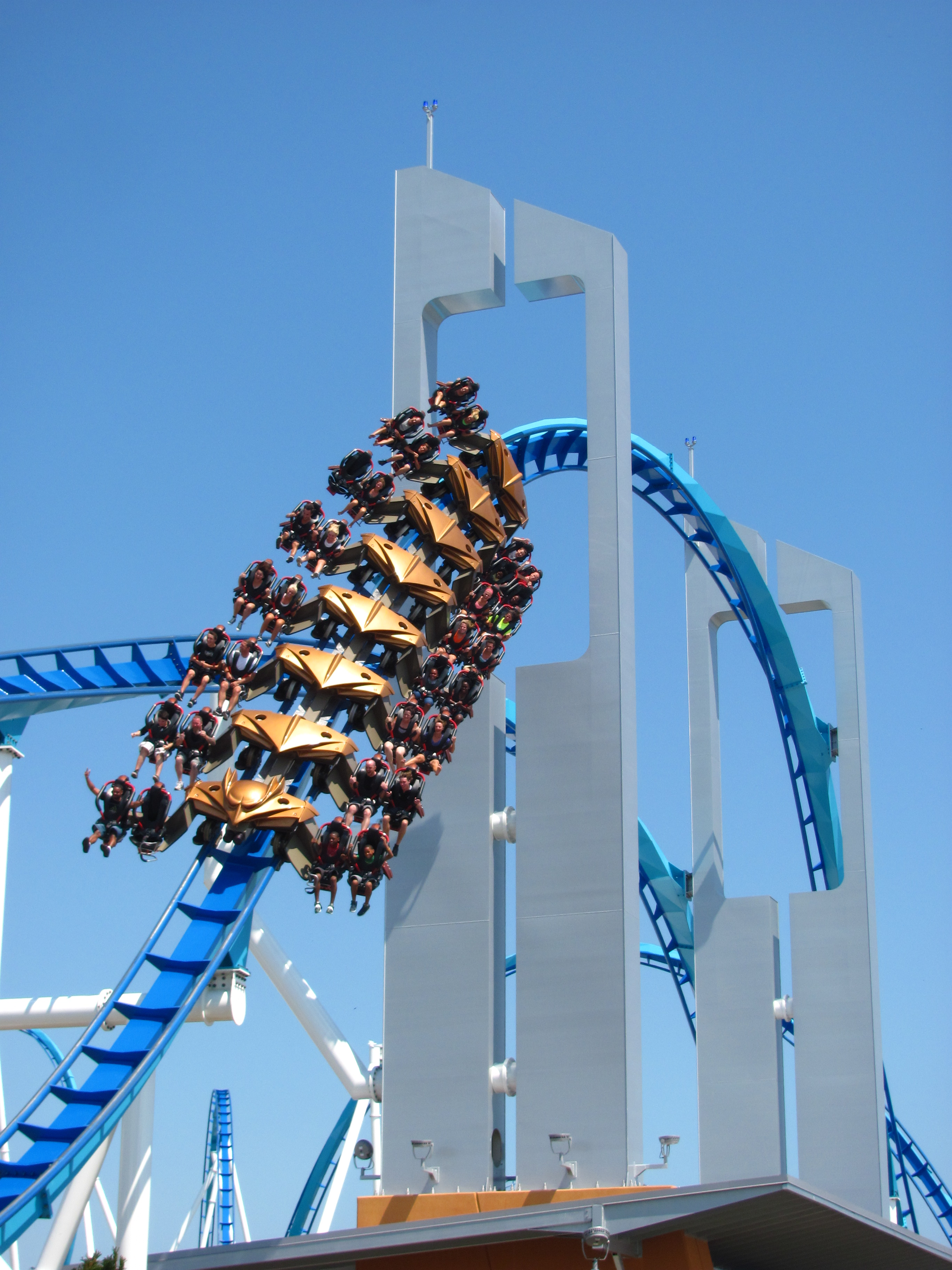
GateKeeper.

Le 13 juillet 2012, Cedar Point a annoncé la suppression de Disaster Transport et Space Spiral. Exactement un mois plus tard, Cedar Point a annoncé GateKeeper, le plus long parcours de montagnes russes du monde, de type Wing Rider, qui a ouvert le 11 mai 2013. Avec GateKeeper, une nouvelle place d'entrée principale a été construite, remplaçant l'entrée qui a été construite dans les années 1960. Cedar Point a investi 60 millions de dollars dans ses hôtels de villégiature au cours des trois années suivantes, à partir de l'intersaison 2013-2014. À la fin de la saison 2013, John Hildebrandt a pris sa retraite en tant que directeur général du parc et a été remplacé par Jason McClure, l'ancien vice-président et directeur général de Dorney Park & Wildwater Kingdom.
Deux nouvelles attractions familiales appelées Pipe Scream et Lake Erie Eagles ont été ajoutées en 2014, ainsi qu'un manège à sensations payantes nommé SlingShot. Le Camp Snoopy et Gemini Midway ont subi des rénovations la même année, et certains manèges dans ces zones ont été déplacés et ont reçu de nouveaux thèmes. En 2015, Mantis ont été transformées en montagnes russes sans sol appelées Rougarou, recevant de nouveaux trains. Toujours en 2015, Hotel Breakers a reçu une rénovation de 25 millions de dollars. De nouvelles montagnes russe appelées Valravn ont fait leurs débuts en 2016. Elles étaient à cette date les montagnes russes plongeantes les plus hautes, les plus rapides et les plus longues du monde. Calypso a été déplacé vers la plage près de GateKeeper, où il a été renommé Tiki Twirl.
À la fin de la saison 2016, Cedar Point a annoncé que Mean Streak fermerait définitivement le 16 septembre 2016, bien que les responsables du parc aient refusé de confirmer l'information. Le parcours de montagnes russes étaient en fait en cours de rénovation et a rouvert en 2018 sous le nom Steel Vengeance.
Le parc devait célébrer sa "saison du 150e anniversaire" en 2020, en introduisant une nouvelle attraction familiale en bateau appelée Snake River Expedition. Cependant, la célébration et les débuts de l'attraction ont été reportés à 2021 en raison de la pandémie de COVID-19.
En avril 2021, Carrie Boldman est devenue vice-présidente et première femme directrice générale de Cedar Point,.
Le 6 août 2021, Cedar Point a annoncé que Wicked Twister, les montagnes russes à impulsions du parc, fermerait le 6 septembre 2021 pour faire place à un développement futur.

## Le parc d'attractions

### Les montagnes russes
| Nom                                    | Type                                             | Constructeur                   | Année |
| -------------------------------------- | ------------------------------------------------ | ------------------------------ | ----- |
| Blue Streak                            | Montagnes russes en bois                         | Philadelphia Toboggan Coasters | 1964  |
| Cedar Creek Mine Ride                  | Montagnes russes hybrides                        | Arrow Dynamics                 | 1969  |
| Corkscrew                              | Montagnes russes assises                         | Arrow Dynamics                 | 1976  |
| Gemini                                 | Montagnes russes hybrides                        | Arrow Dynamics                 | 1978  |
| Wilderness Run anciennement Jr. Gemini | Montagnes russes assises junior                  | Intamin                        | 1979  |
| Iron Dragon                            | Montagnes russes à véhicules suspendus           | Arrow Dynamics                 | 1987  |
| Magnum XL-200                          | Méga montagnes russes Hyper montagnes russes     | Arrow Dynamics                 | 1989  |
| Raptor                                 | Montagnes russes inversées                       | Bolliger & Mabillard           | 1994  |
| Woodstock Express                      | Montagnes russes assises junior                  | Vekoma                         | 1999  |
| Millennium Force                       | Giga montagnes russes                            | Intamin                        | 2000  |
| Top Thrill 2                           | Montagnes russes lancées Strata montagnes russes | Intamin                        | 2003  |
| Maverick                               | Montagnes russes lancées                         | Intamin                        | 2007  |
| GateKeeper                             | Montagnes russes Wing Rider                      | Bolliger & Mabillard           | 2013  |
| Rougarou                               | Montagnes russes sans sol                        | Bolliger & Mabillard           | 2015  |
| Siren's Curse                          | Montagnes russes tilt                            | Vekoma                         | 2025  |
| Valravn                                | Machine plongeante                               | Bolliger & Mabillard           | 2016  |
| Steel Vengeance                        | Montagnes russes hybrides                        | Rocky Mountain Construction    | 2018  |
| Wild Mouse                             | Wild Mouse                                       | Zamperla                       | 2023  |

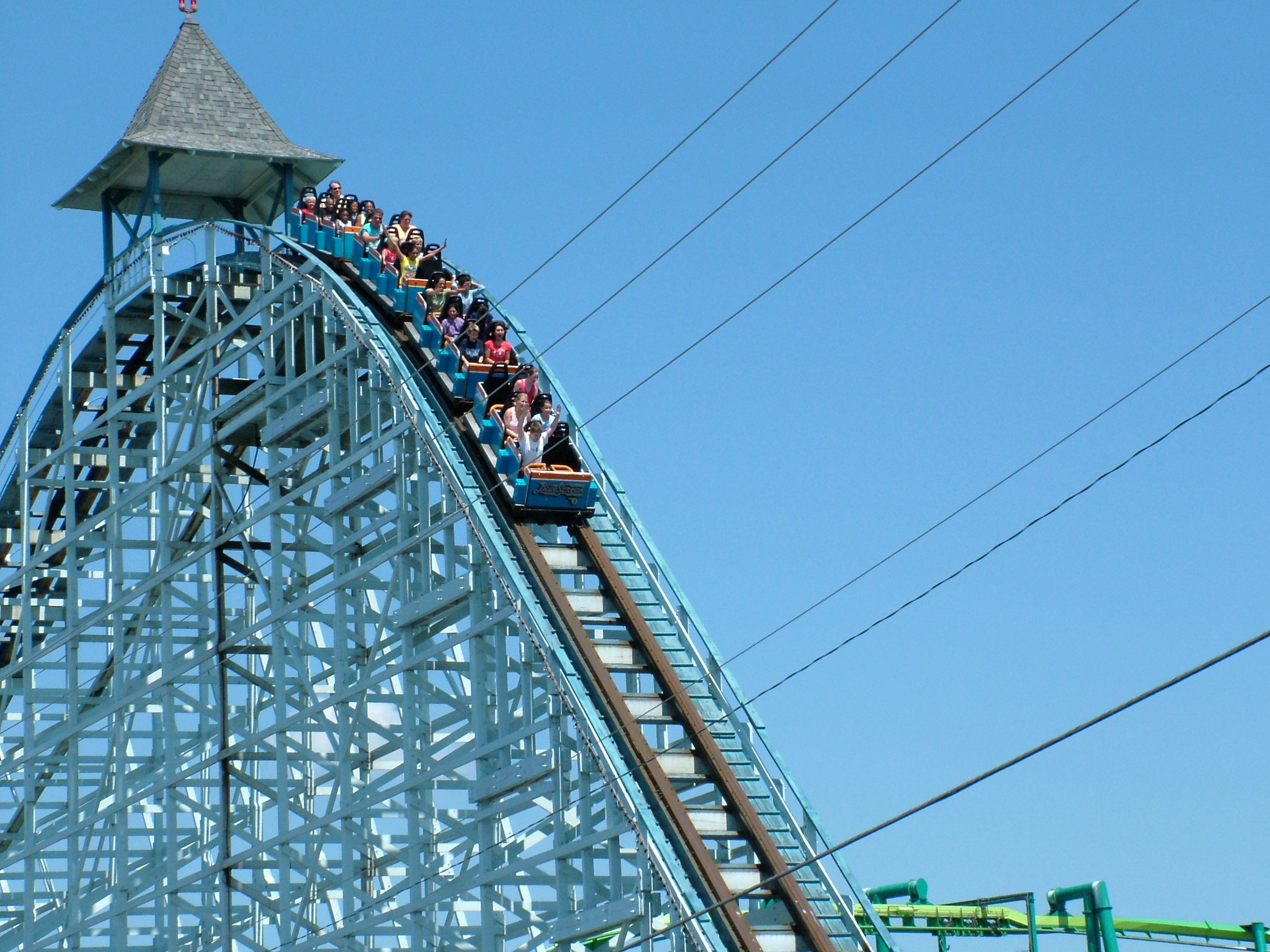
Blue Streak
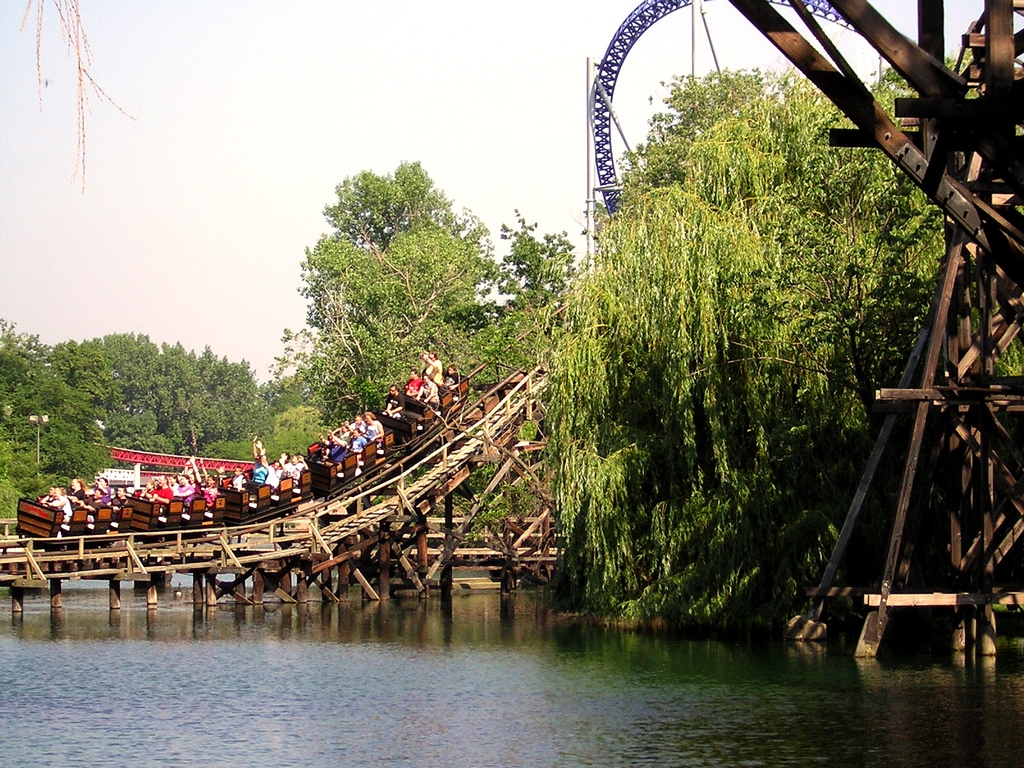
Cedar Creek Mine Ride
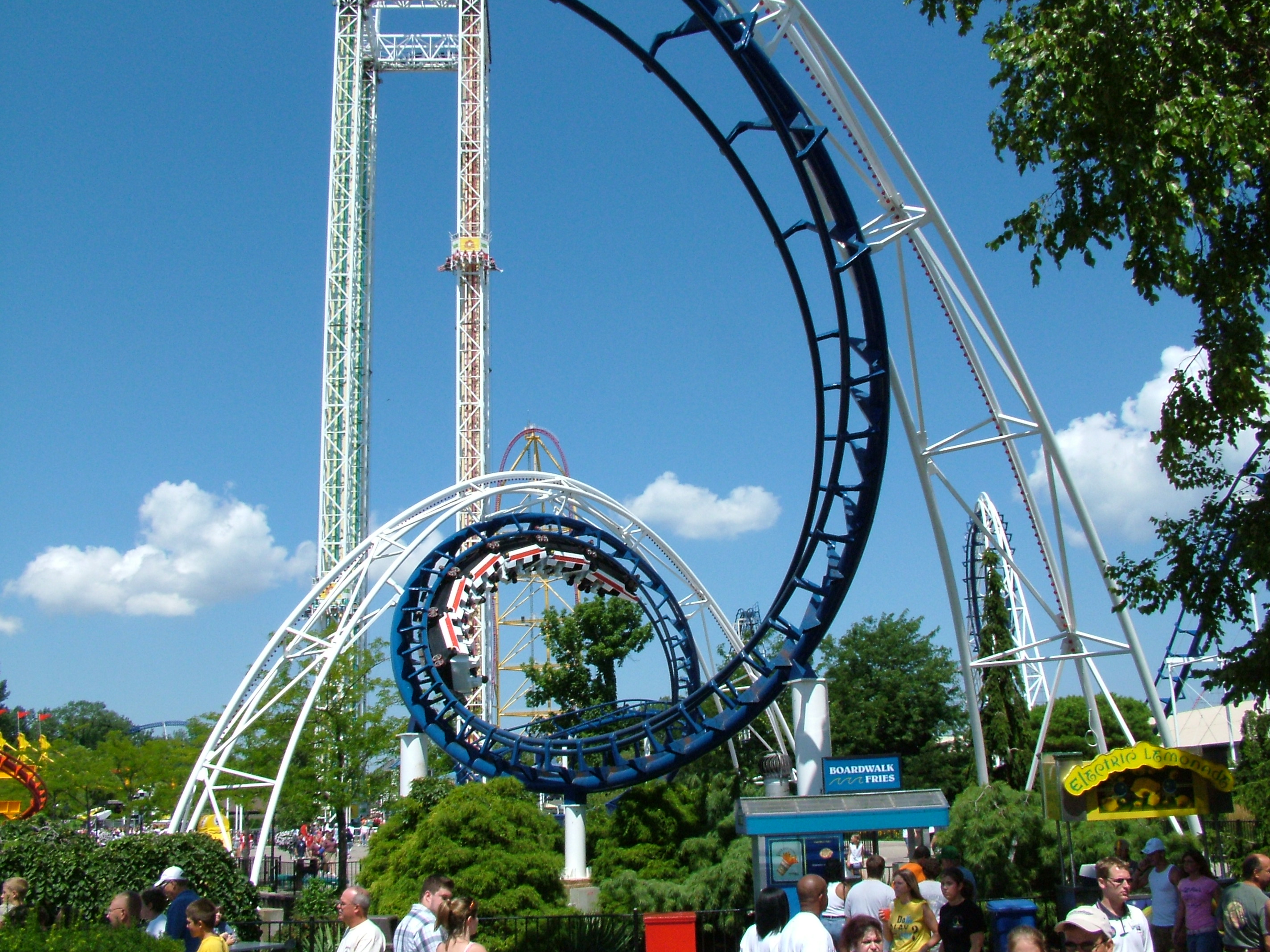
Corkscrew
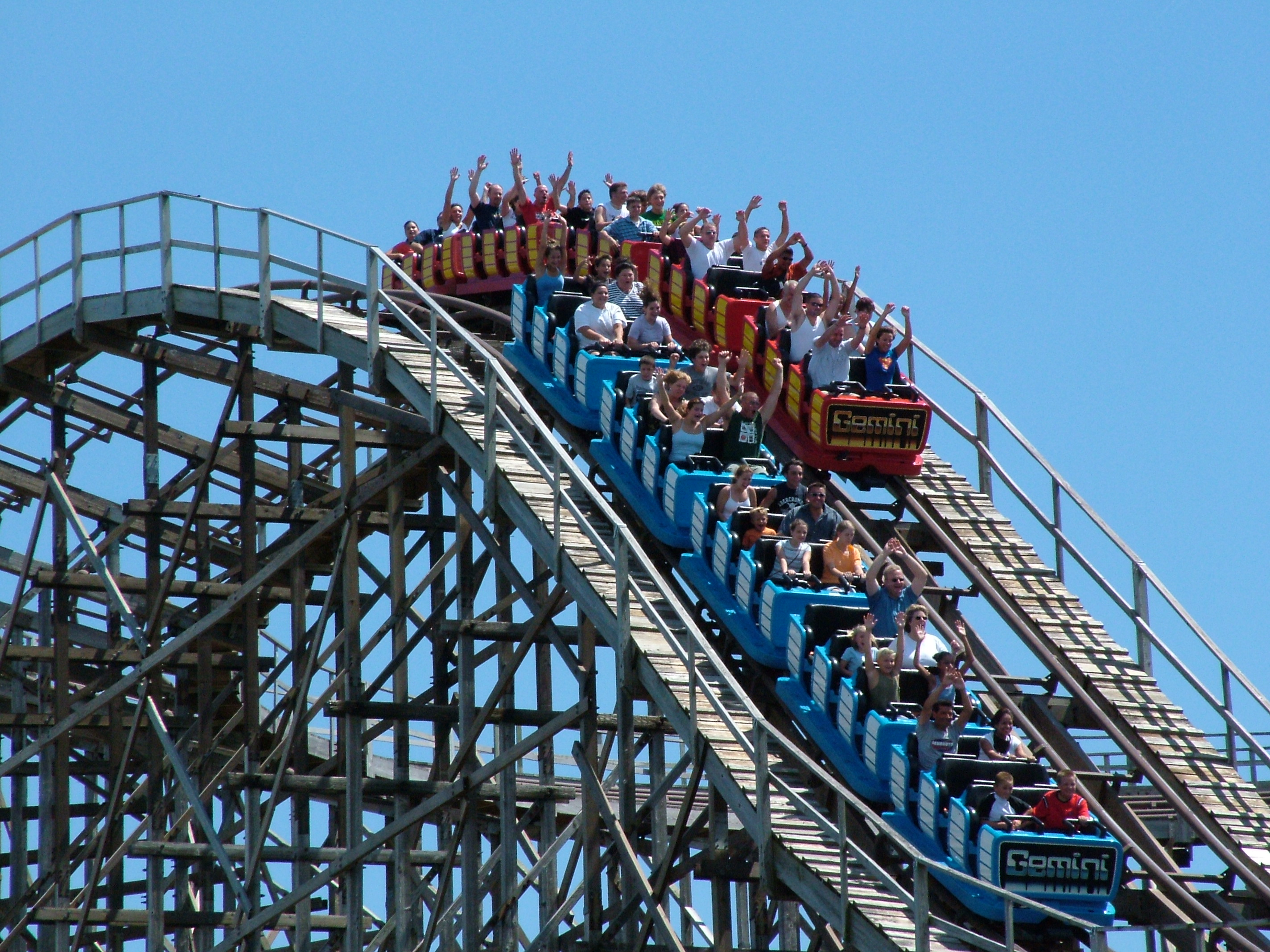
Gemini
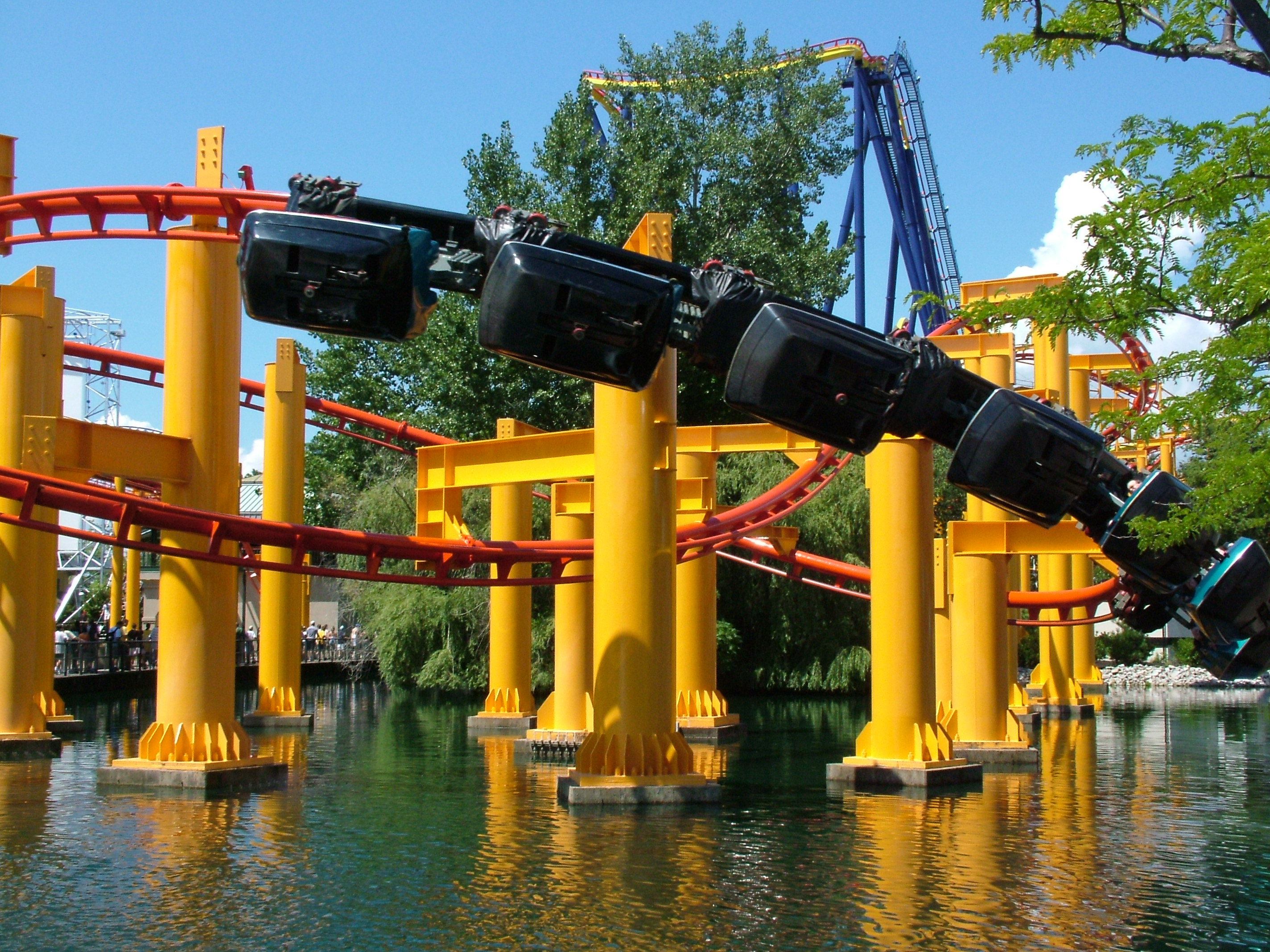
Iron Dragon
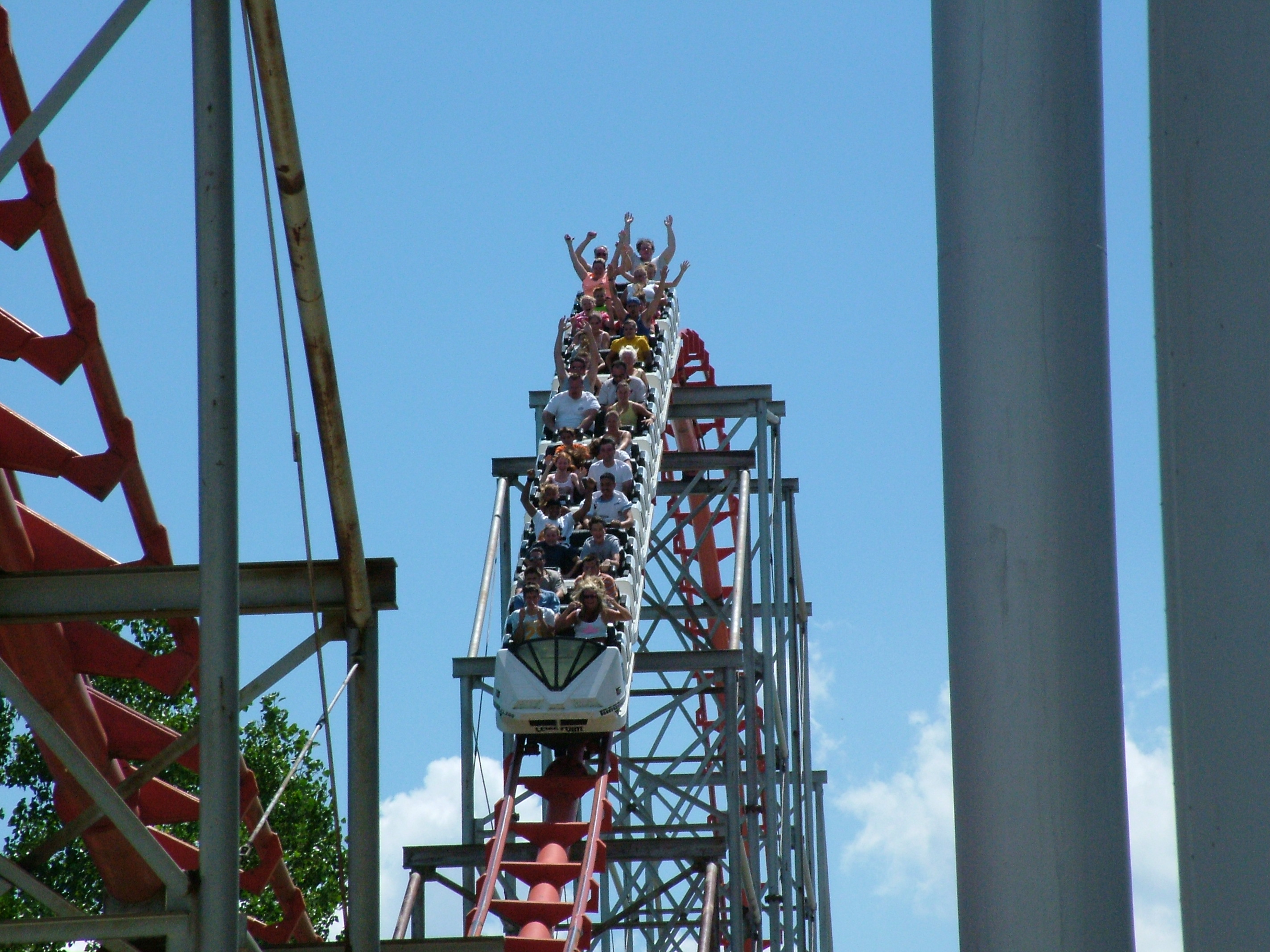
Magnum XL-200
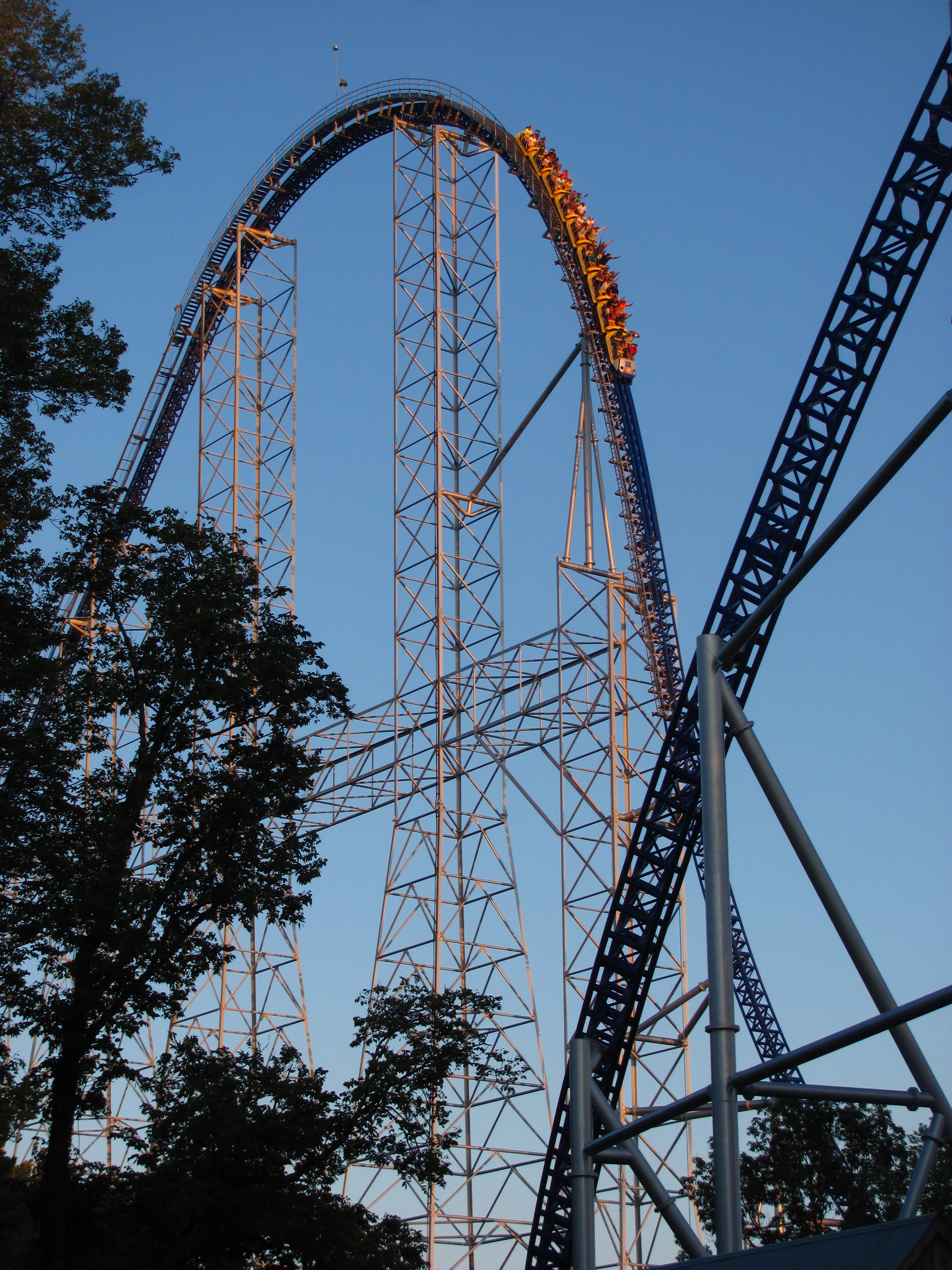
Millennium Force
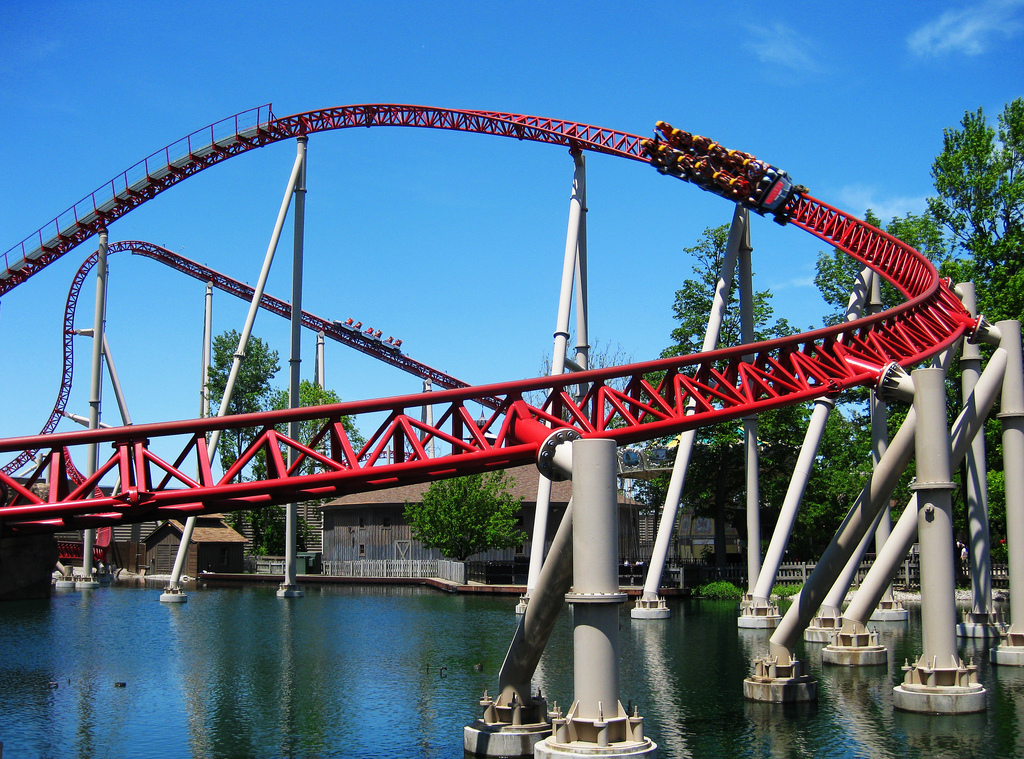
Maverick
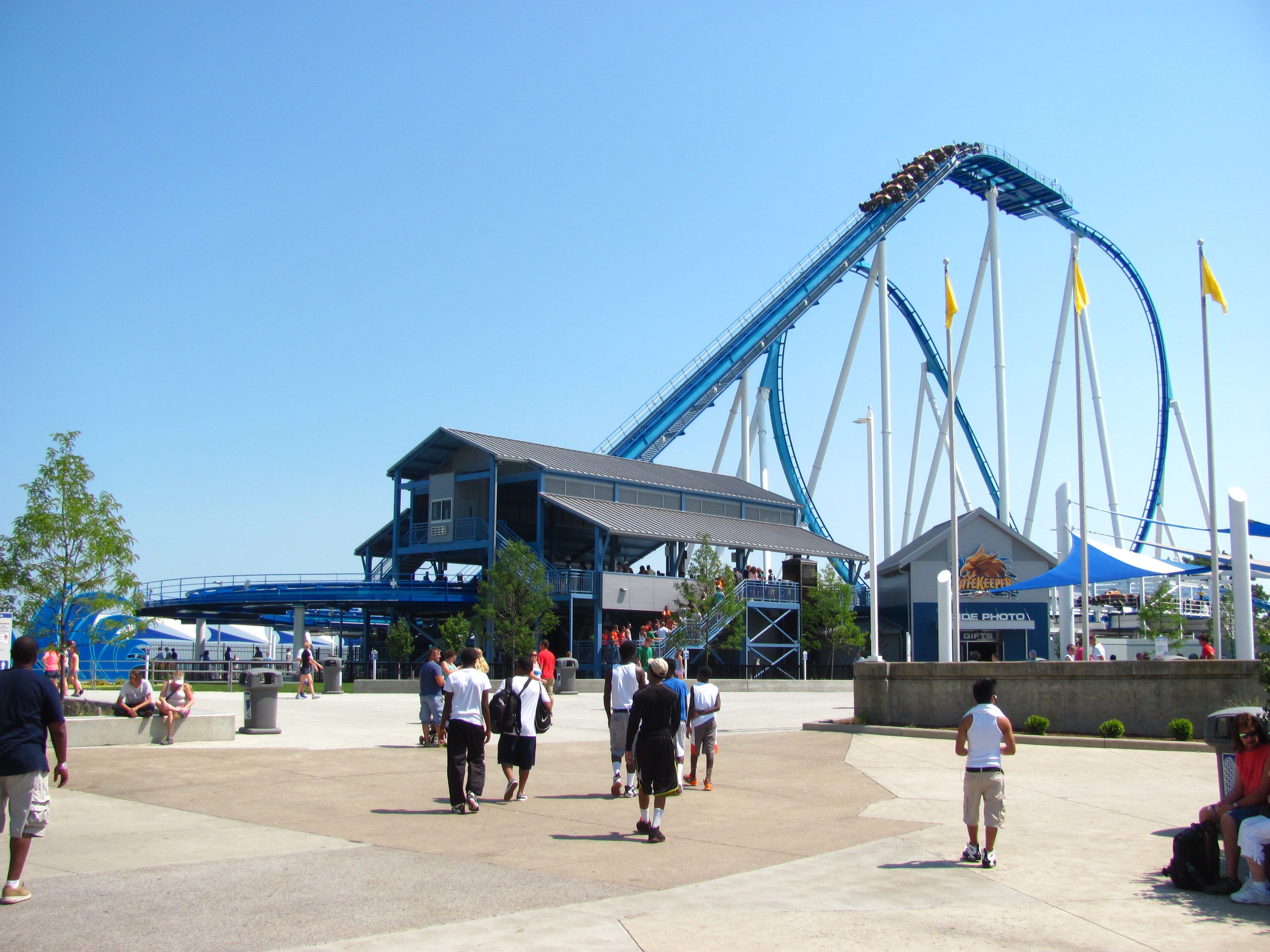
GateKeeper
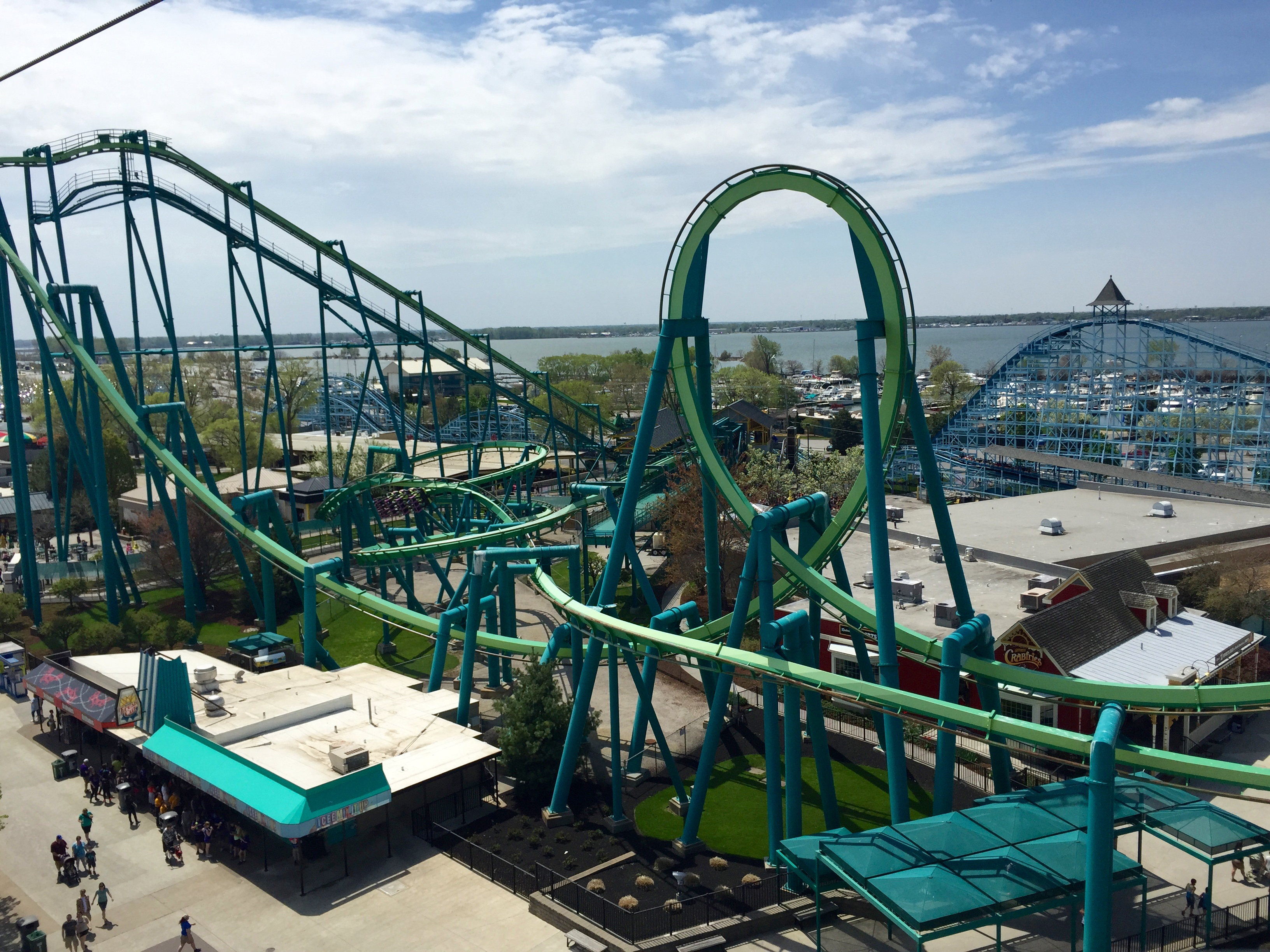
Raptor
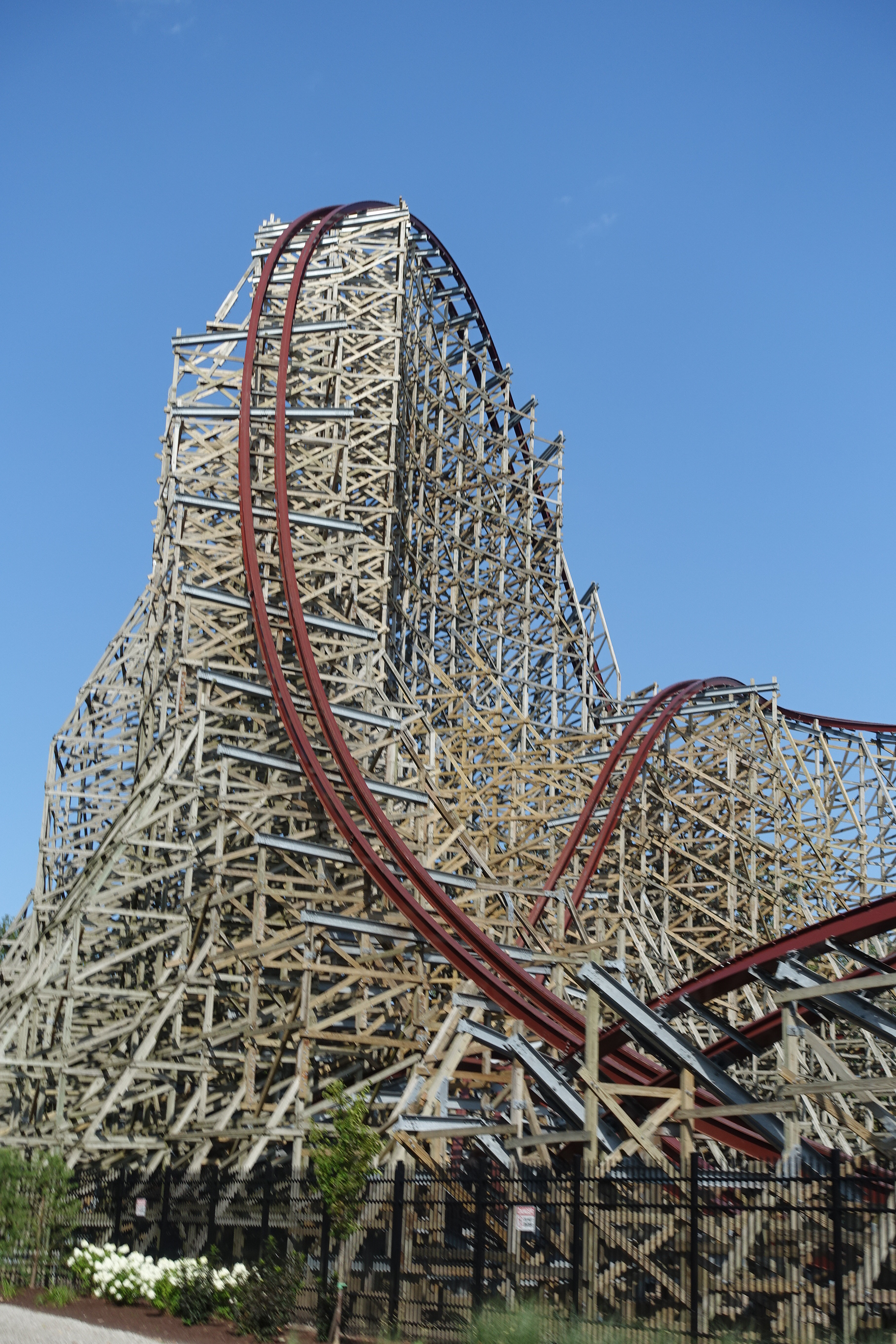
Steel Vengeance
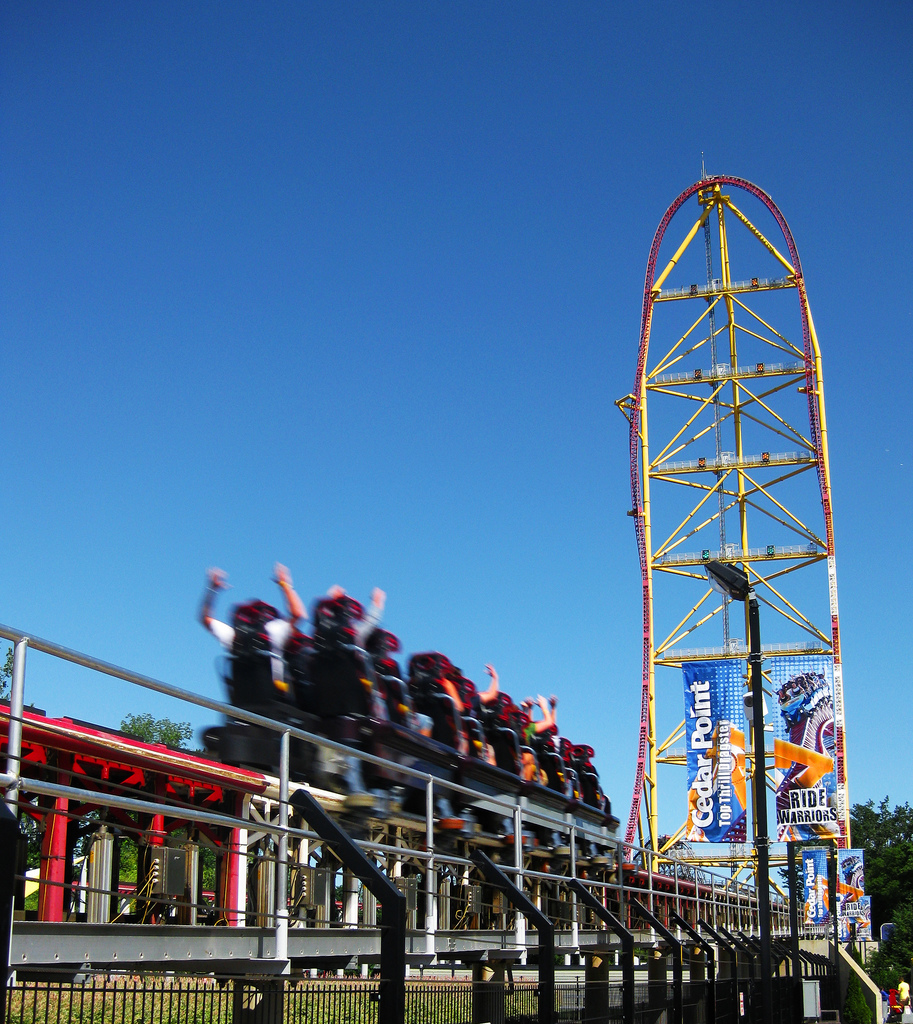
Top Thrill 2
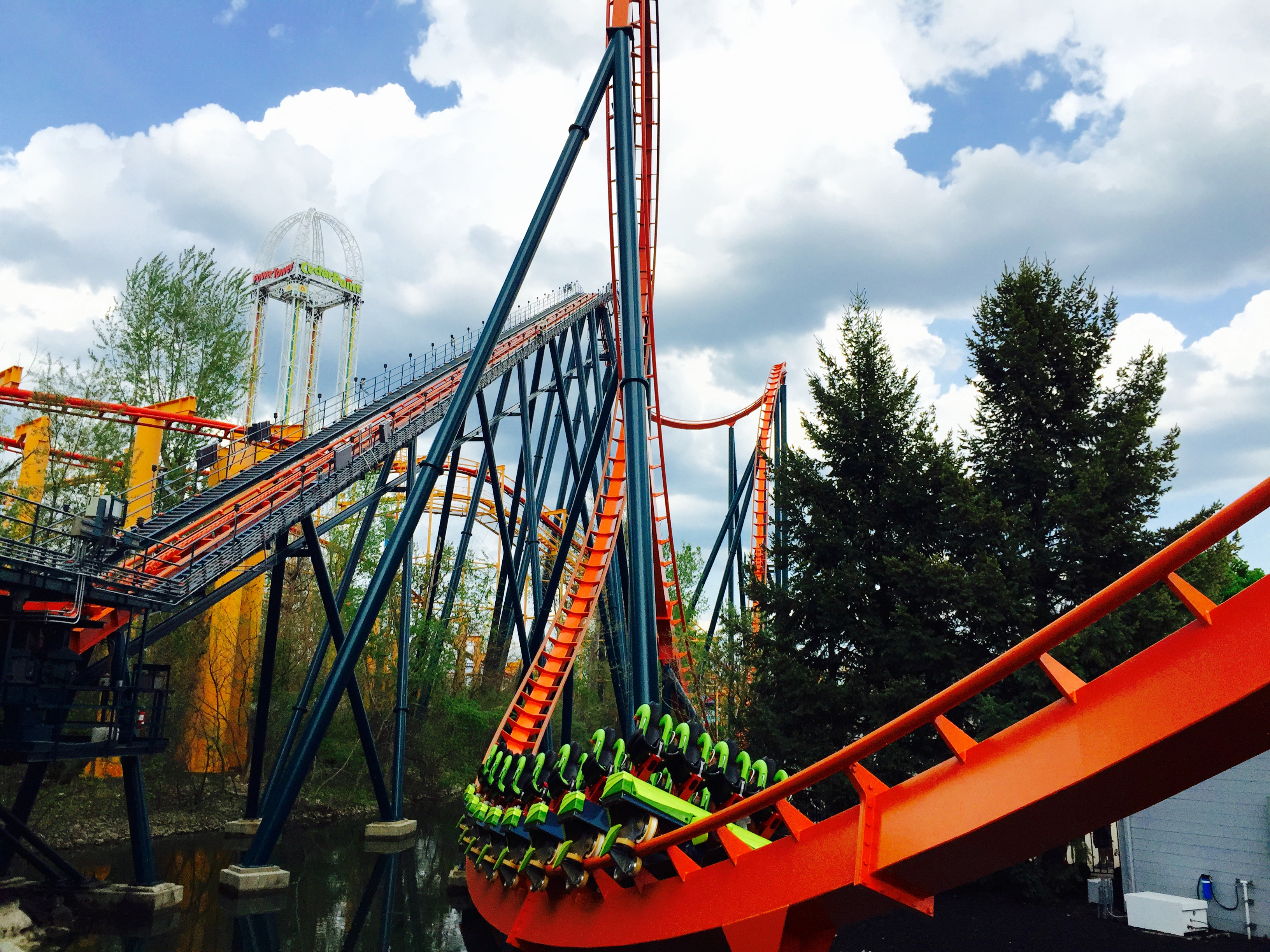
Rougarou
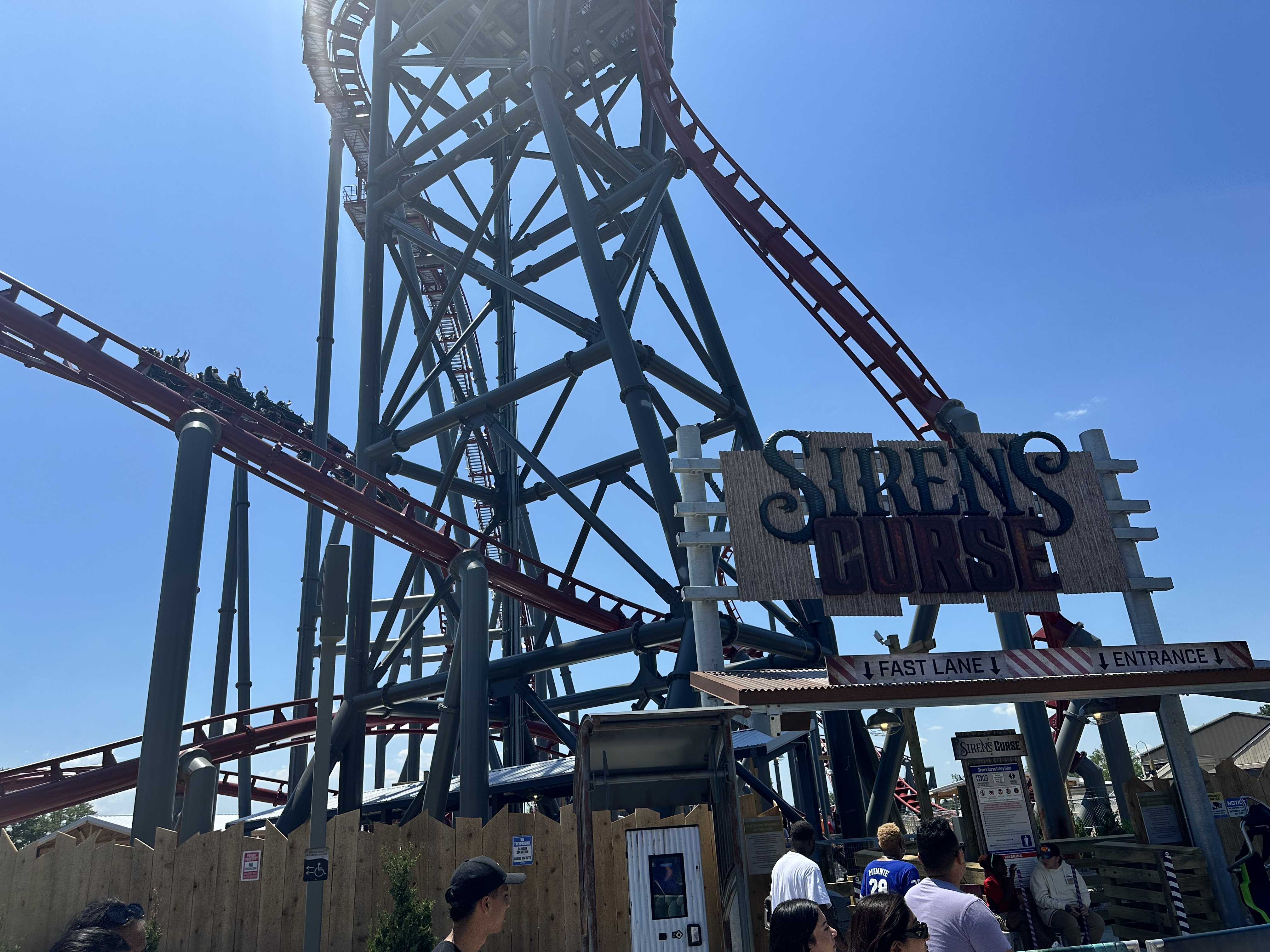
Siren's Curse
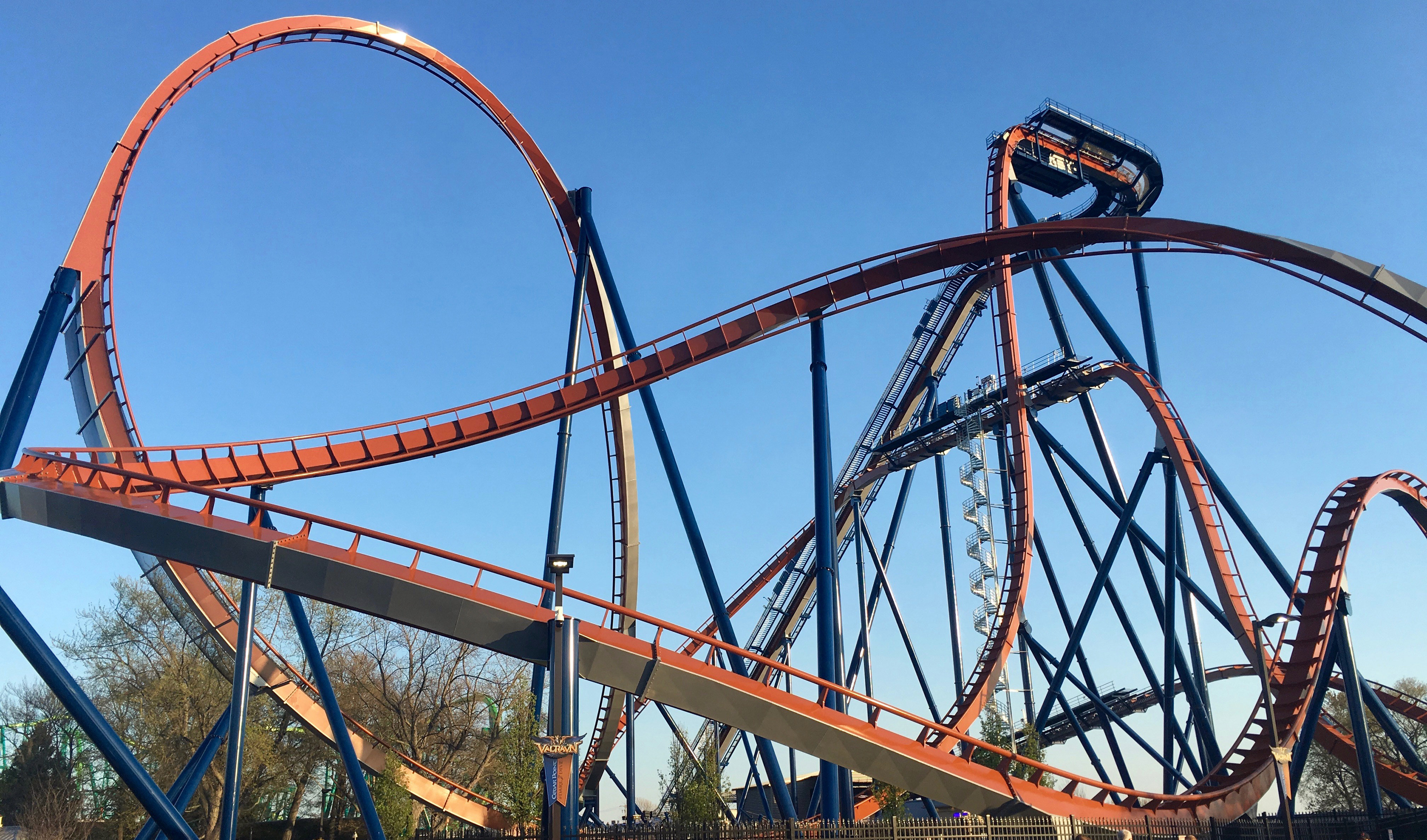
Valravn
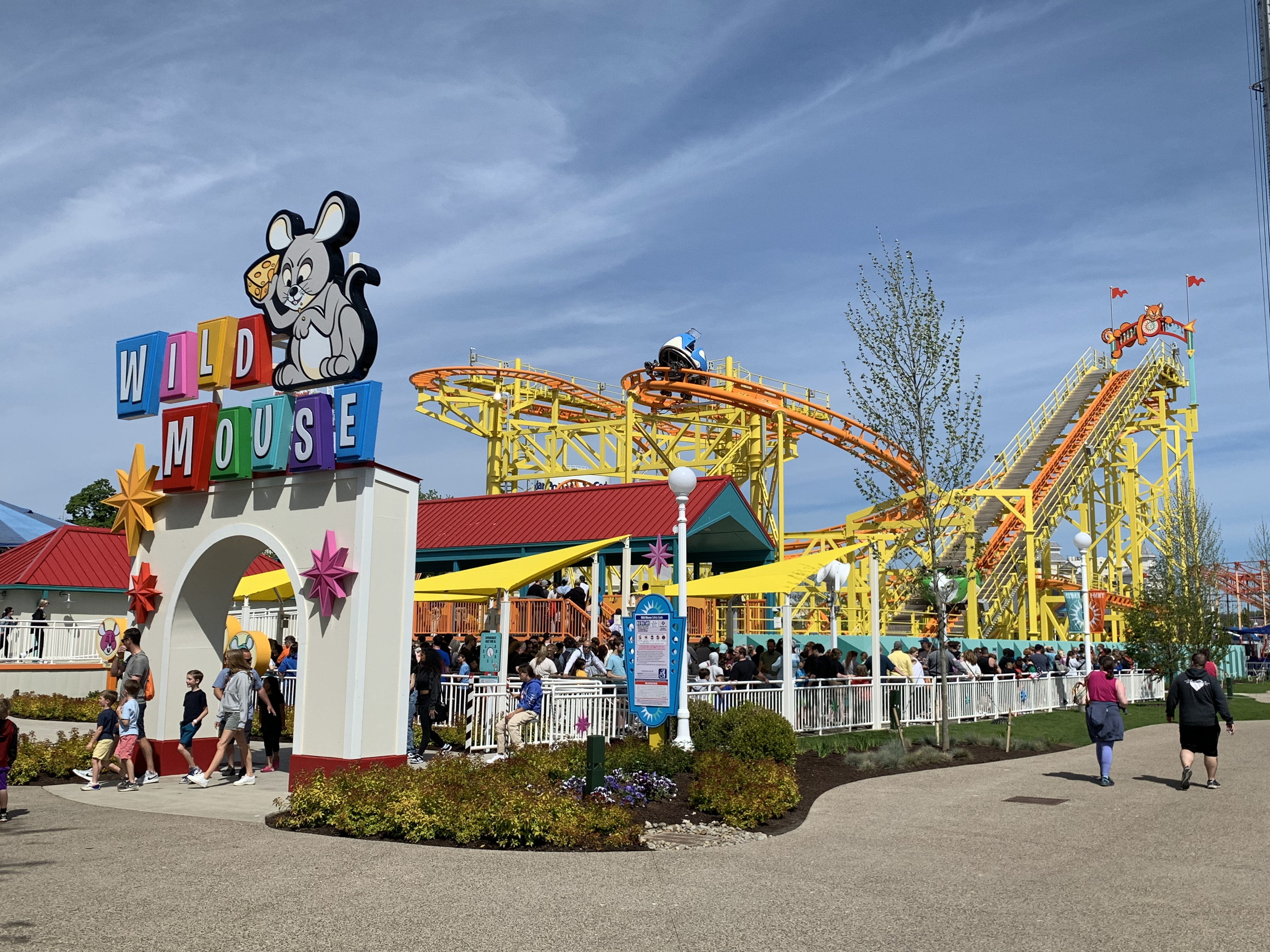
Wild Mouse
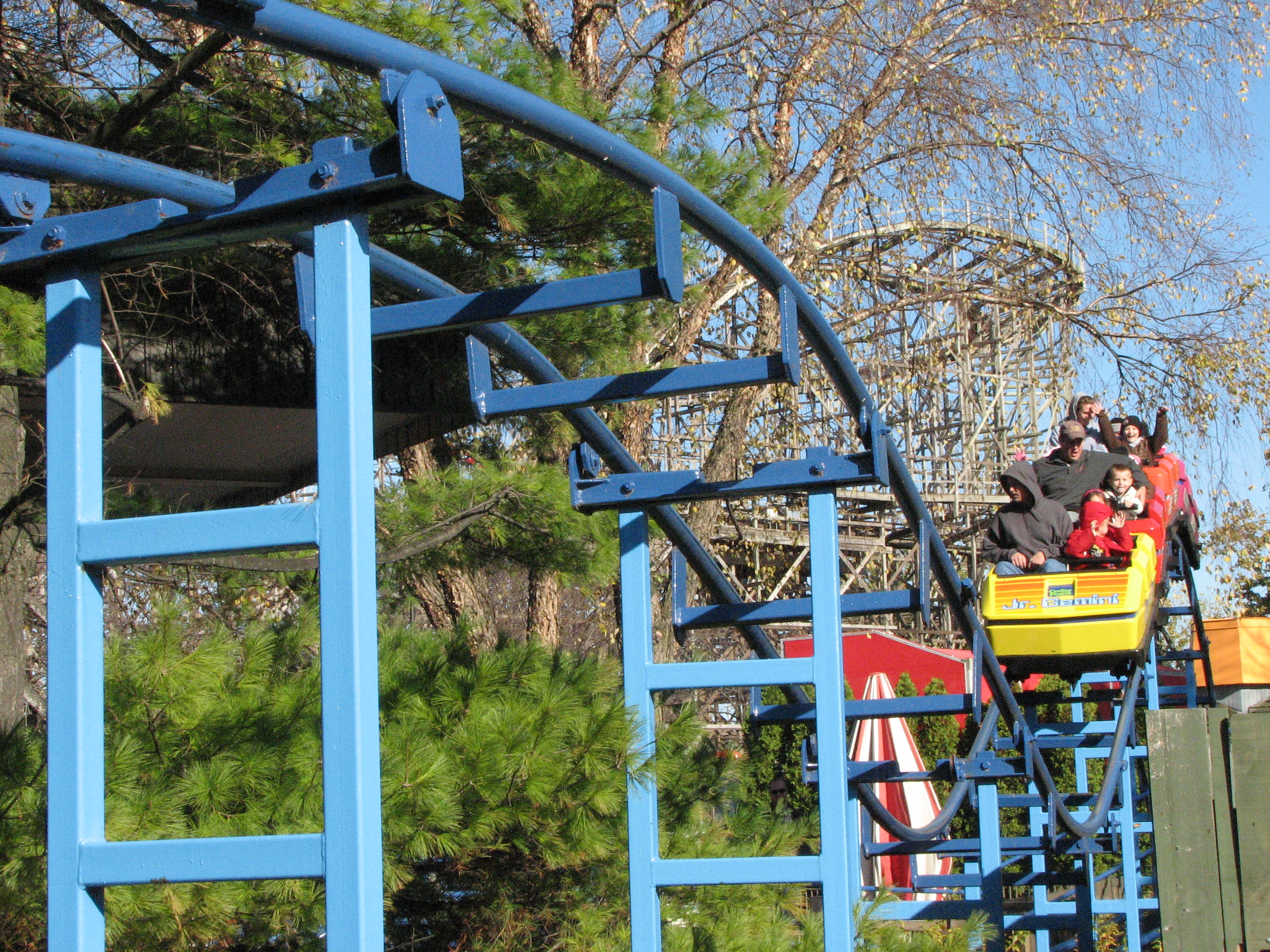
Wilderness Run
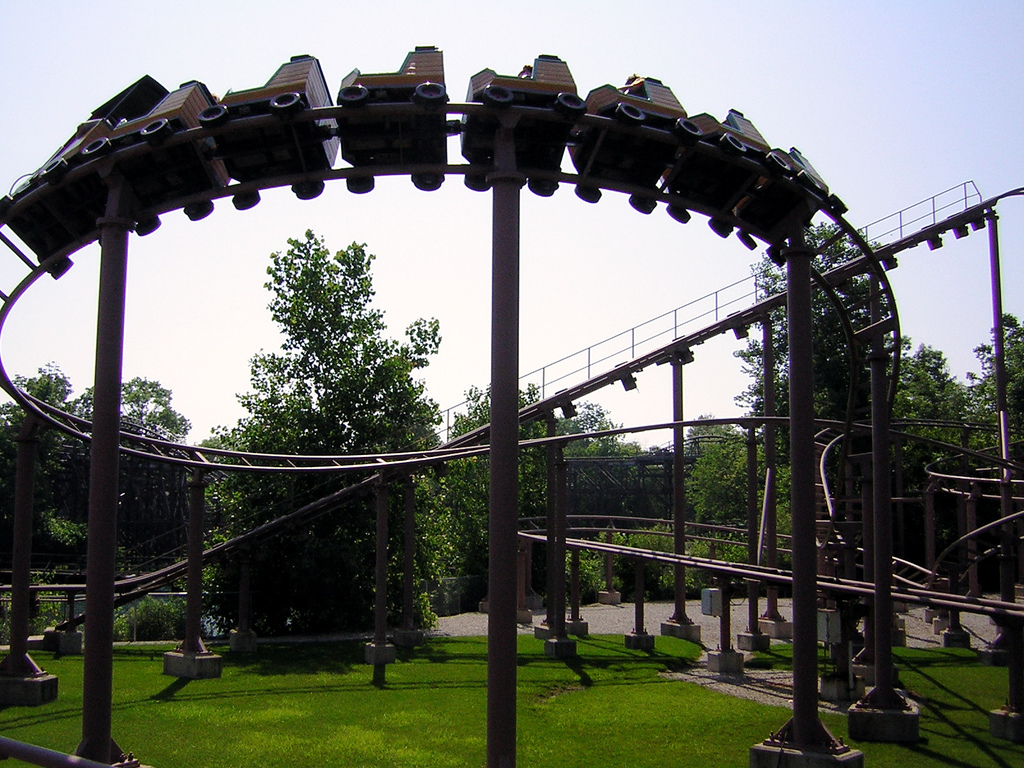
Woodstock Express

### Les attractions à sensations
| Nom                              | Type                     | Constructeur                        | Année |
| -------------------------------- | ------------------------ | ----------------------------------- | ----- |
| Cedar Downs Racing Derby         | Carrousel                | Frank Prior et Fredrick Church (en) | 1967  |
| Dodgem                           | Auto-tamponneuse         | Soli of Italy                       | 1970  |
| Matterhorn                       | Flying Bobs              | Mack Rides                          | 1972  |
| maXair                           | Giant Frisbee            | Huss Park Attractions               | 2005  |
| Monster                          | Monster                  | Eyerly Aircraft Corporation         | 1983  |
| Ocean Motion                     | Bateau à bascule         | Huss Park Attractions               | 1982  |
| Power Tower                      | Space Shot et Turbo Drop | S&S - Sansei Technologies           | 1998  |
| Professor Delbert Frontier Fling | Skycoaster               | Skycoaster                          | 1996  |
| Scrambler                        | Scrambler                | Eli Bridge Company                  | 1960  |
| Skyhawk                          | Screamin' Swing          | S&S - Sansei Technologies           | 2006  |
| SlingShot                        | Reverse Bungee           | Funtime                             | 2014  |
| Snake River Falls                | Shoot-the-Chute          | Arrow Dynamics                      | 1993  |
| Super Himalaya                   | Himalaya                 | Mack Rides                          | 1970  |
| Thunder Canyon                   | Rafting                  | Intamin                             | 1986  |
| Tiki Twirl                       | Calypso                  | Morgan Hughes Imports               | 1970  |
| Troika                           | Troïka                   | Huss Park Attractions               | 1976  |
| Wave Swinger                     | Chaises volantes         | Zierer                              | 1979  |
| WindSeeker                       | Chaises volantes         | Mondial Rides                       | 2011  |

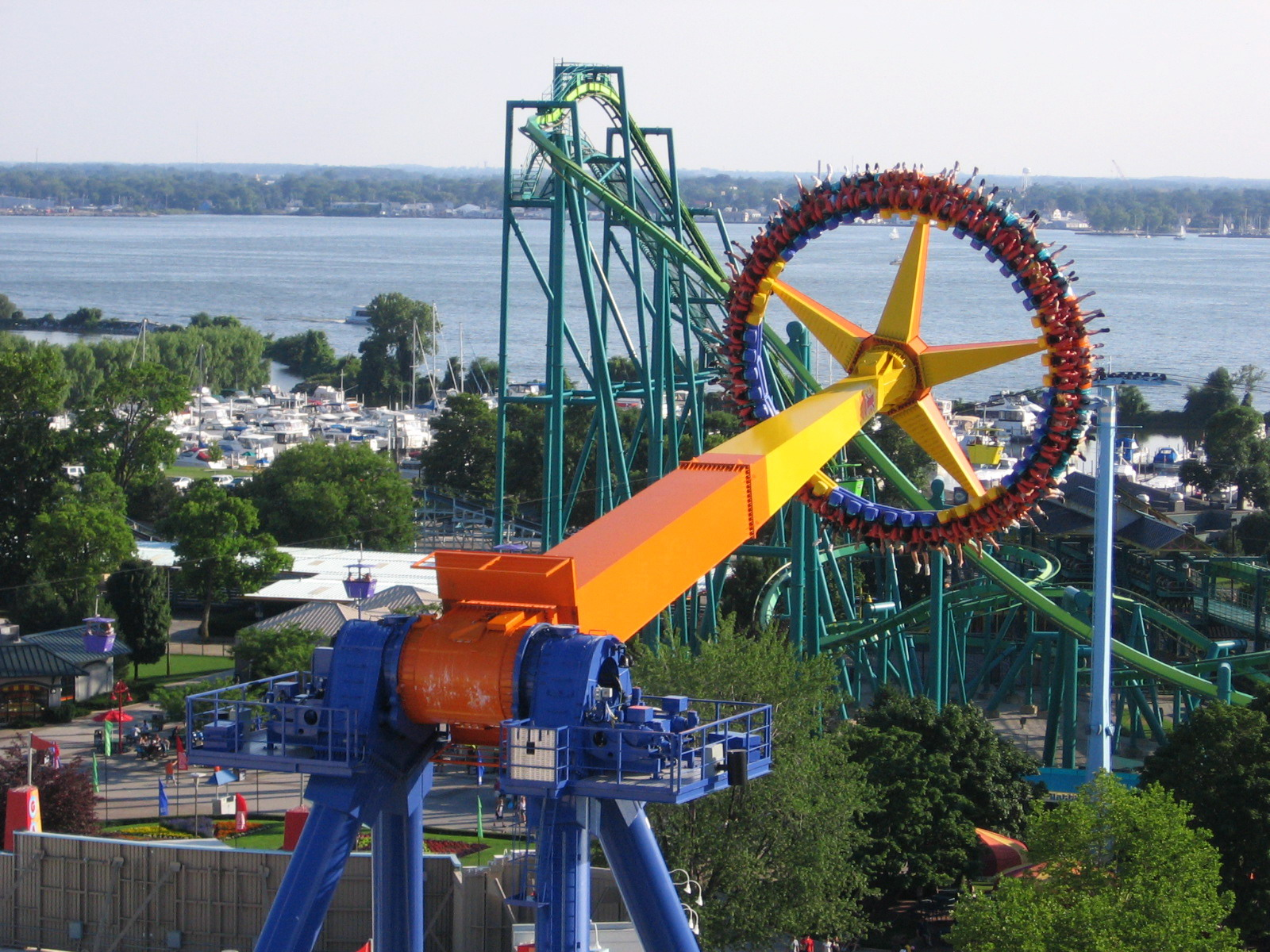
maXair
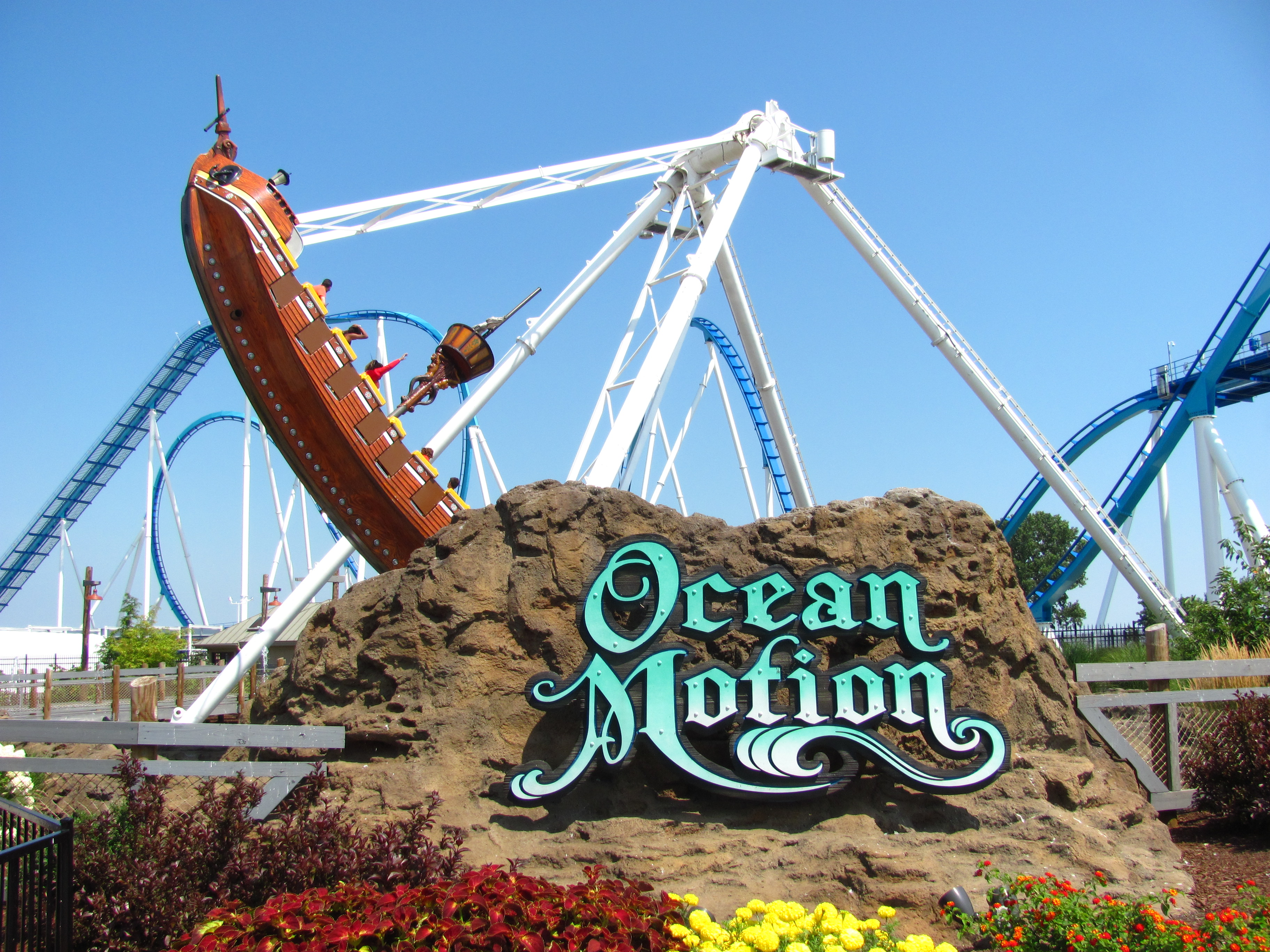
Ocean Motion
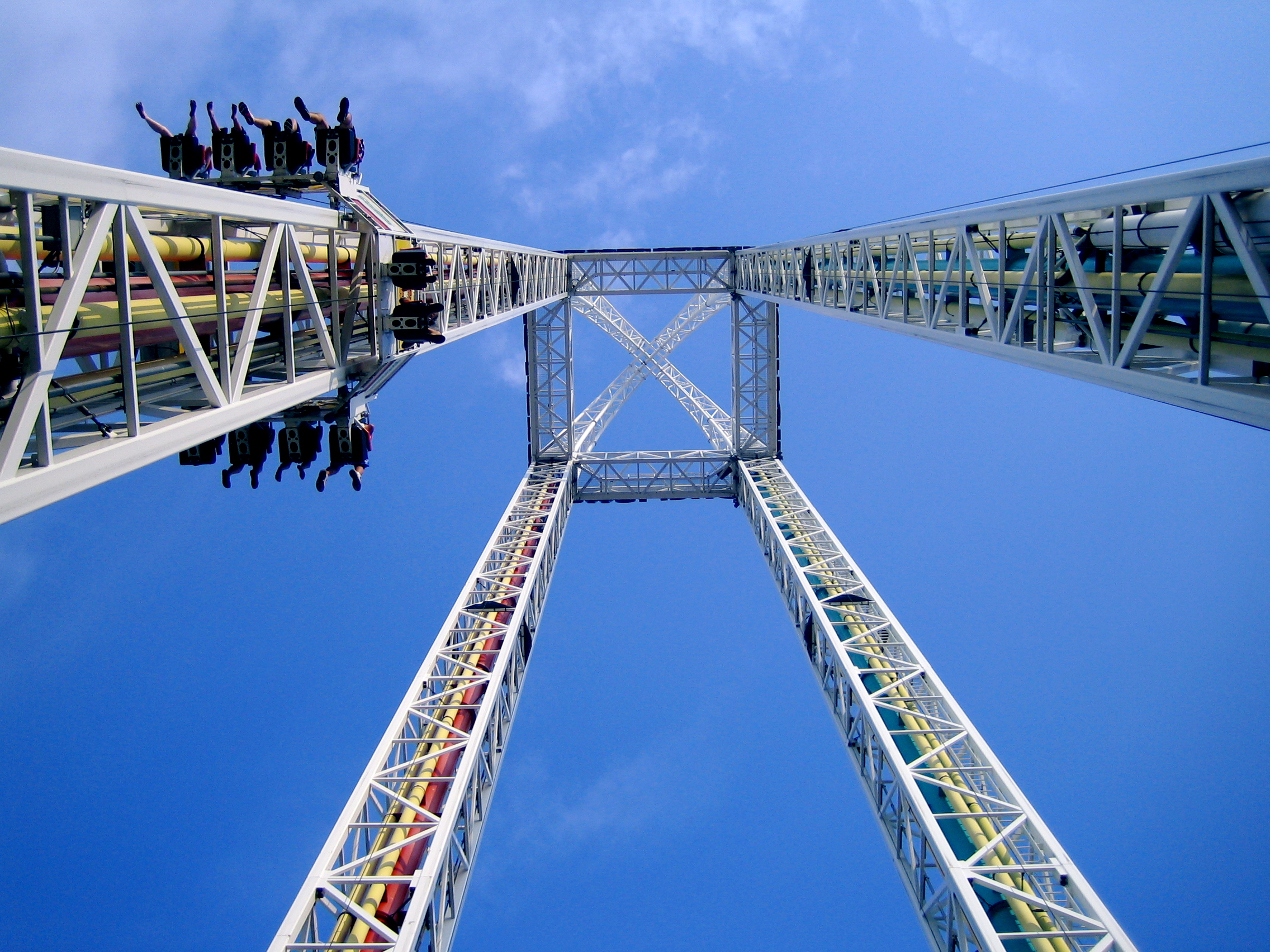
Power Tower
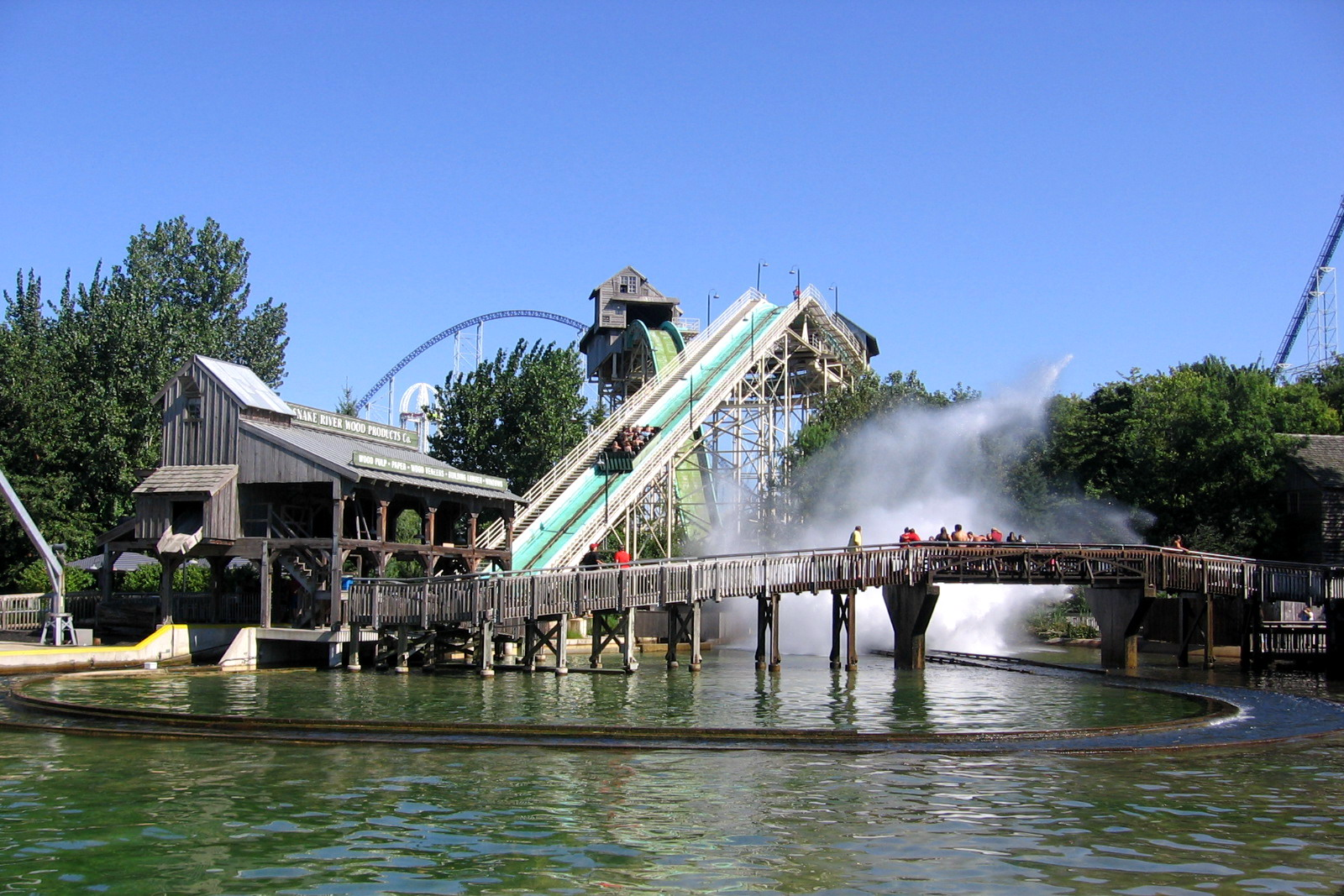
Snake River Falls
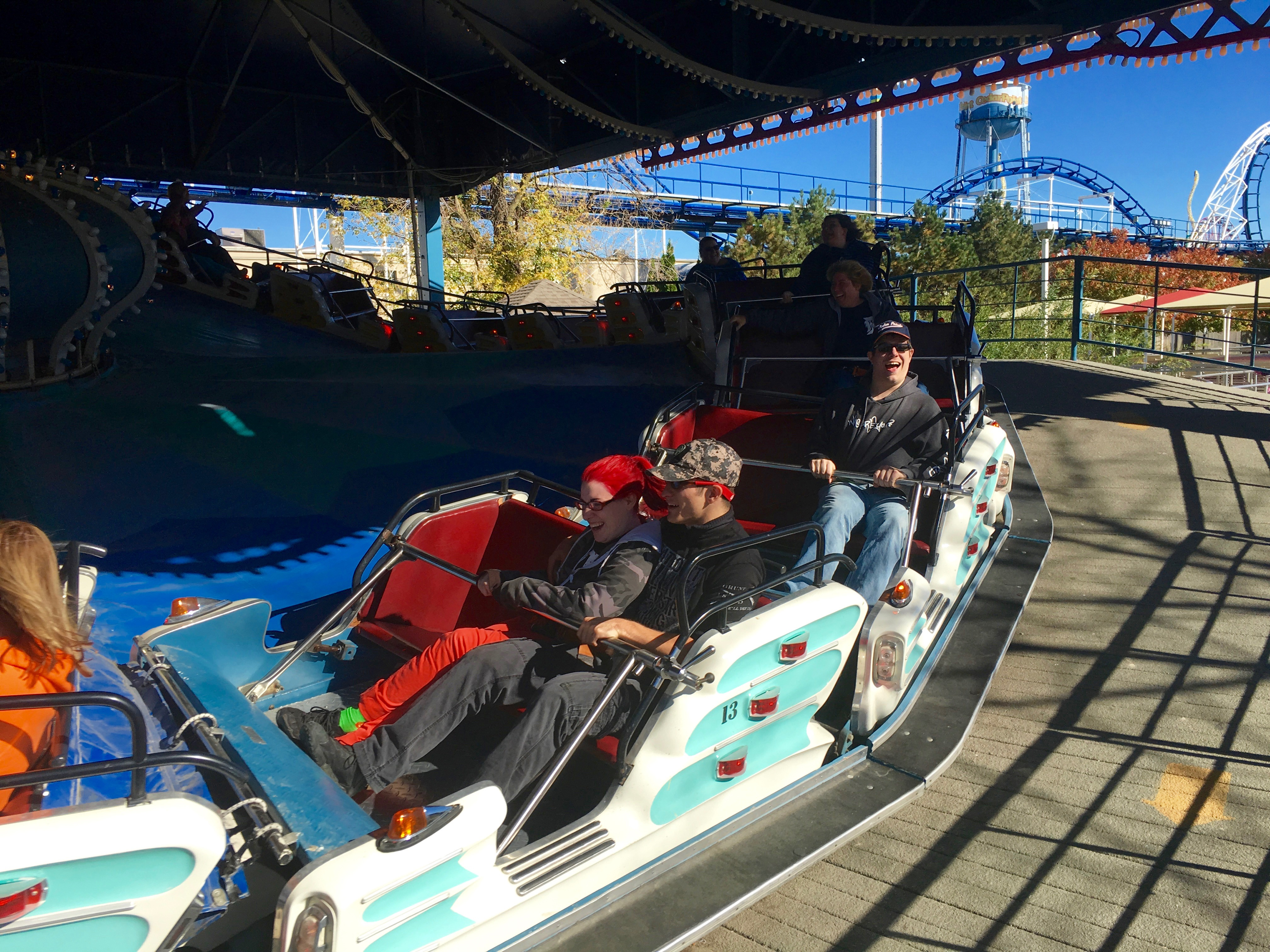
Super Himalaya

## Attractions familiales
| Nom                                | Type                | Constructeur         | Année |
| ---------------------------------- | ------------------- | -------------------- | ----- |
| 4x4's                              | Convoy              | Venture Mfg.         | 1970  |
| Cadillac Cars                      | Convoy              | Arrow Dynamics       | 1958  |
| Camp Bus                           | Crazy Bus           | Zamperla             | 1999  |
| Cedar Point and Lake Erie Railroad | Train à vapeur      |                      | 1963  |
| Charlie Brown's Wind-Up            | Chaises volantes    | Zamperla             | 1999  |
| Flying Ace Balloon Race            | Balloon Race        | Zamperla             | 2008  |
| Giant Wheel                        | Grande roue         | Anton Schwartzkopf   | 1972  |
| Lake Erie Eagles                   | Scooter             | Larson Entertainment | 2014  |
| Linus' Beetle Bugs                 |                     |                      |       |
| Midway Carousel                    | Carrousel           | Daniel Muller        | 1946  |
| Peanuts 500                        | Whip                | Zamperla             | 1999  |
| Peanuts Road Rally                 | Parcours en camions | Zamperla             | 2008  |
| Pipe Scream                        | Rockin' Tug         | Zamperla             | 2014  |
| Sky Ride                           | Télécabines         | Von Roll Ltd.        | 1961  |
| Snake River Expedition             | Croisière           |                      | 2021  |
| Snoopy's Deep Sea Divers           | Crazy Bus           | Zamperla             | 2008  |
| Snoopy's Express Railroad          | Train               | Zamperla             | 2008  |
| Tilt-A-Whirl                       | Tilt-A-Whirl        | Sellner              | 1999  |
| Woodstock's Whirlybirds            | Tasses              | Zamperla             | 2008  |

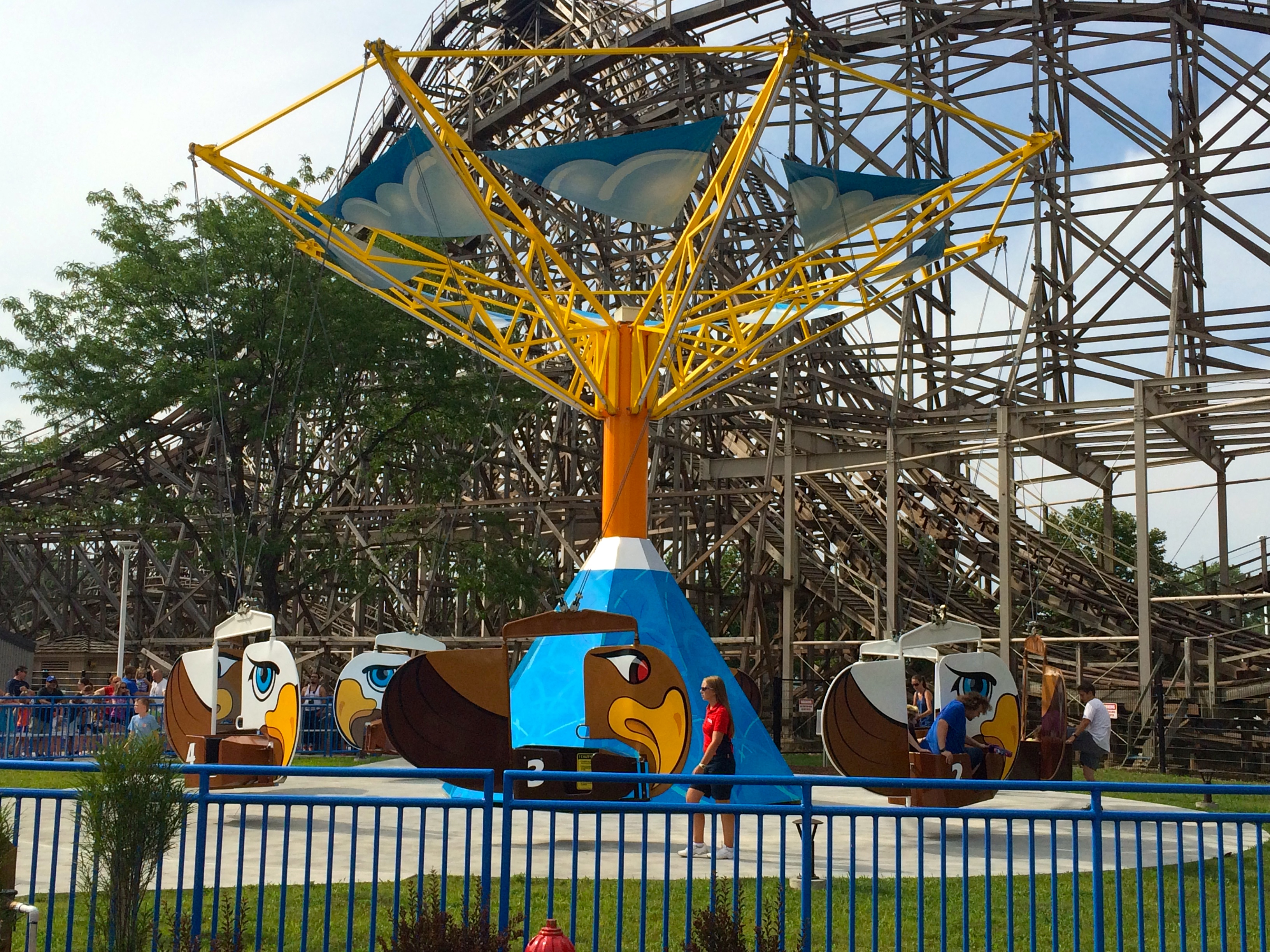
Lake Erie Eagles
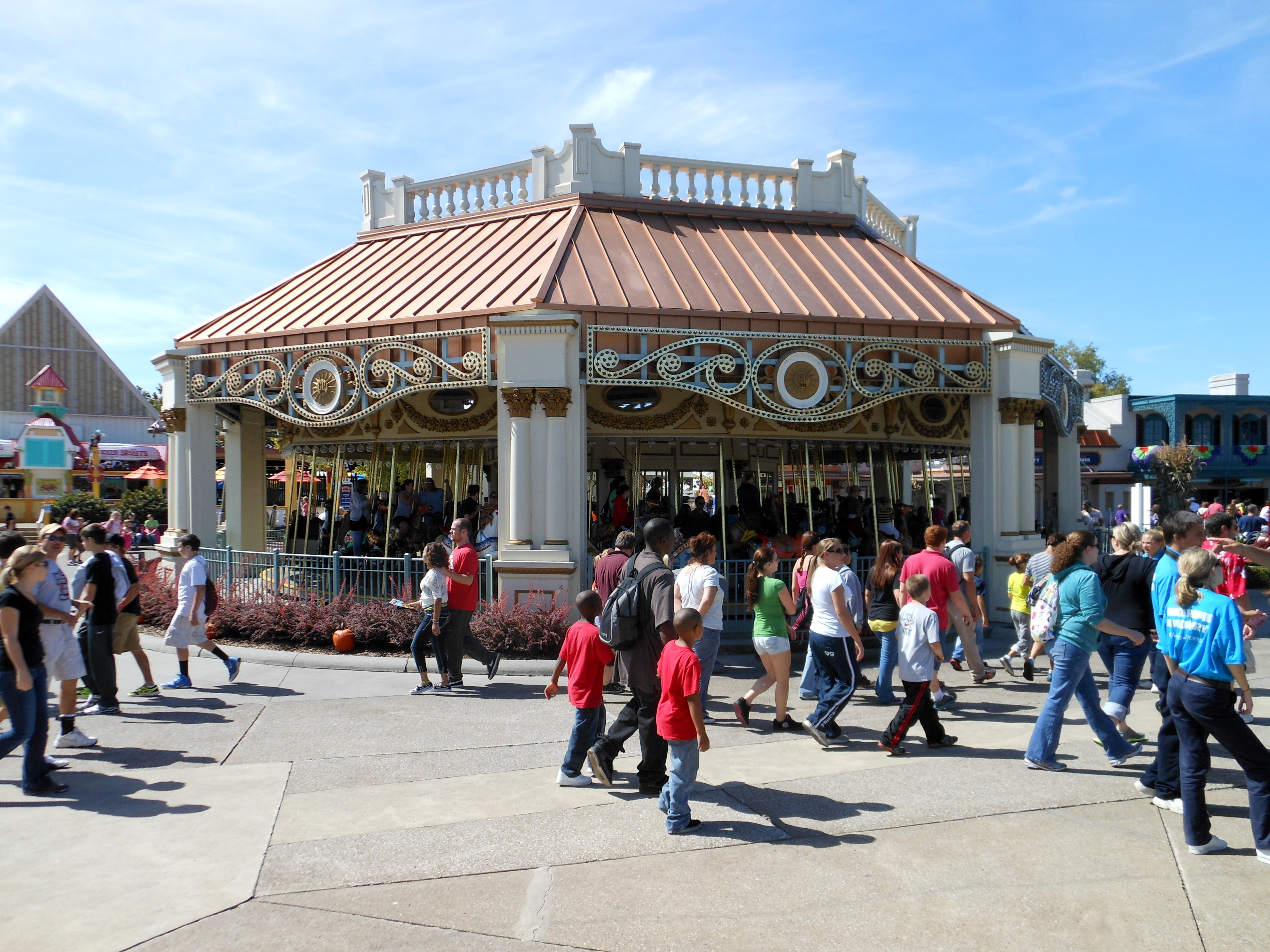
Midway Carousel
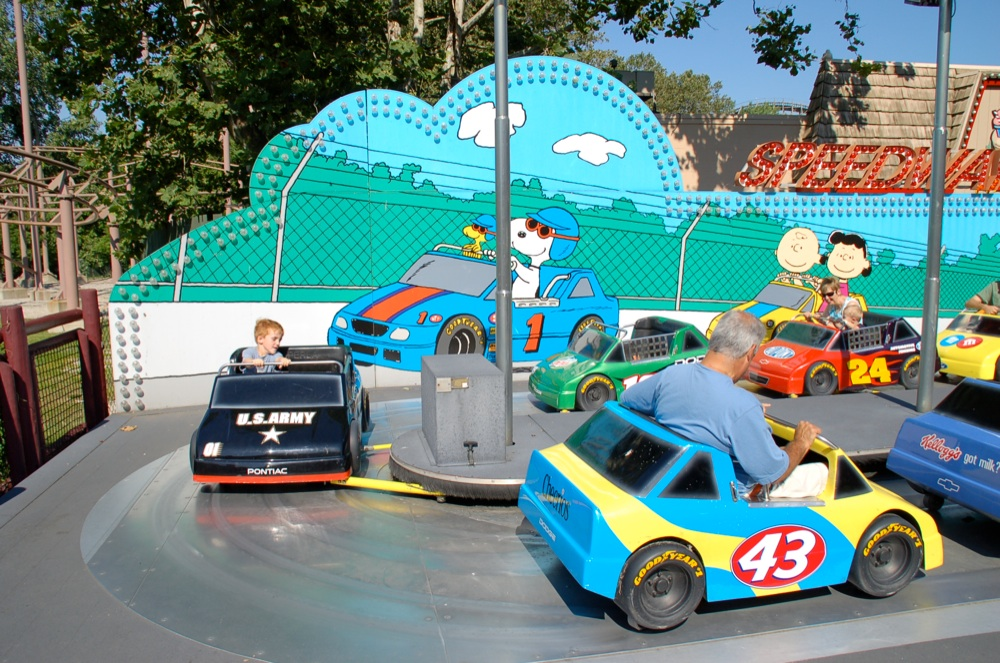
Peanuts 500
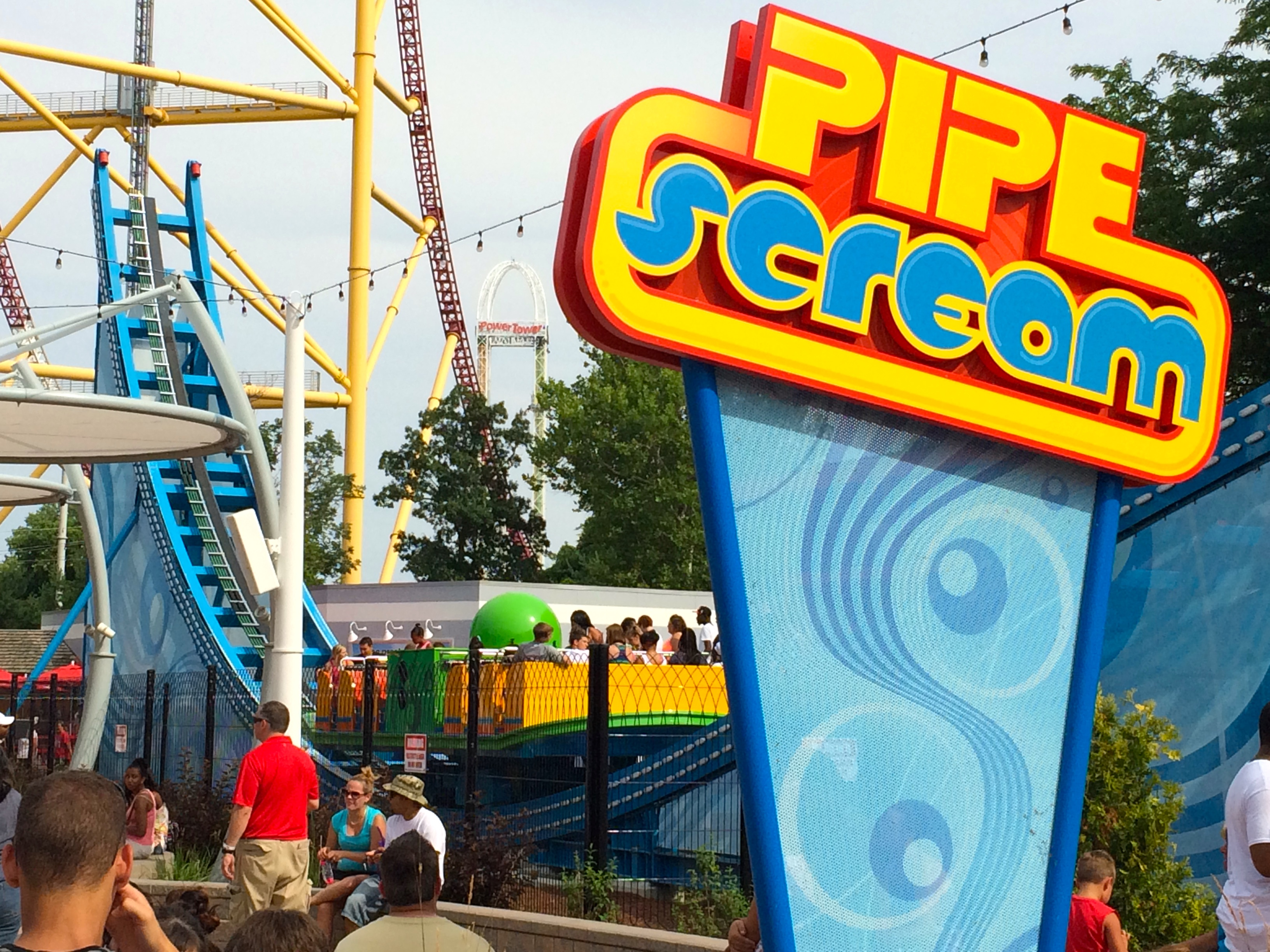
Pipe Scream
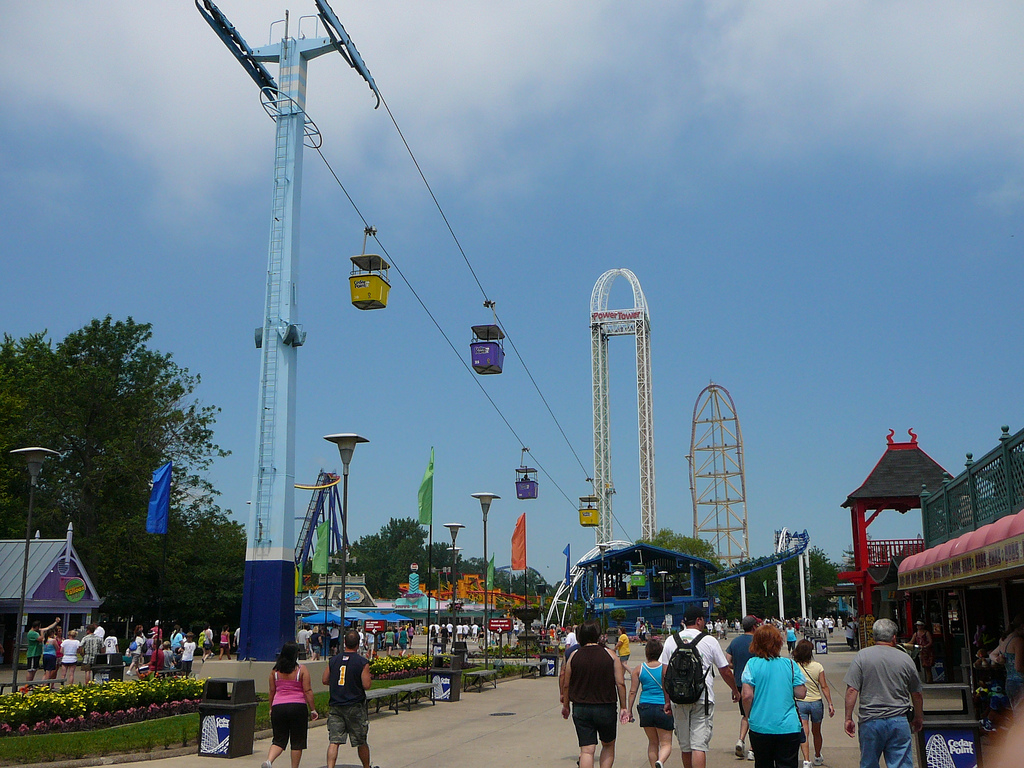
Sky Ride

## Attractions pour enfants
- Balloon Race - Balloon Race de Zamperla (1999)
- Dune Buggies - Carrousel de Hampton (1970)
- Helicopters - Mini-Jets de Allan Herschell Company (1970)
- Joe Cool's Dodgem School - Autos-tamponneuses pour enfants de Lamkin Mfg. (1970)
- Kite Eating Tree - Carrousel de Dentzel (1968)
- Kite Eating Tree - Jumpin' Star de Zamperla (2008)
- Motorcycles - Carrousel de Hampton (1970)
- Mustangs - Carrousel de Hampton (1970)
- Police Cars - Carrousel de Hampton (1970)
- Red Baron - Manège avion de Zamperla (1999)
- Rock, Spin & Turn - Tasses junior
- Roto Whip - Whip de Mangels (1970)
- Sky Fighters - Manège avion de Allan Hershell (1970)
- Snoopy's Space Race - Manège avion de Zamperla (1970)
- Space Age - Carrousel
- Woodstock's Airmail - Jumpin' Star de Zamperla (1998)

## Anciennes attractions

### Anciennes montagnes russes
| Nom                         | Type                                            | Construction              | Année | Démolition |
| --------------------------- | ----------------------------------------------- | ------------------------- | ----- | ---------- |
| Switchback Railway          | Montagnes russes en bois                        | LaMarcus Adna Thompson    | 1892  | ?          |
| Loop the Loop               | Montagnes russes en bois                        | Frederick Ingersoll       | 1902  | 1909       |
| Dip the Dips Scenic Railway | Montagnes russes en bois                        |                           | 1908  | 1917       |
| Racer                       | Montagnes russes en bois                        | McKay Construction        | 1910  | 1928       |
| Leap the dips               | Montagnes russes en bois                        | Andy Vettel               | 1912  | 1935       |
| High Frolics                | Montagnes russes en bois                        | Andy Vettel               | 1918  | 1940       |
| Cyclone                     | Montagnes russes en bois                        | Harry G Traver            | 1929  | 1951       |
| Little Dipper               | Montagnes russes pour enfants                   | Allan Herschell Company   | 1952  | 1952       |
| Super Coaster               | Montagnes russes pour enfants                   | Allan Herschell Company   | 1953  | vers 1964  |
| Wild Mouse                  | Wild Mouse                                      | B. A. Schiff & Associates | 1959  | 1963       |
| Scamper                     | Wild Mouse                                      |                           | 1962  | 1969       |
| Broadway Trip               | Montagnes russes assises                        | Mack Rides                | 1964  | 1964       |
| Wild Cat                    | Montagnes russes assises                        | Anton Schwarzkopf         | 1970  | 1978       |
| Jumbo Jet                   | Montagnes russes assises                        | Anton Schwarzkopf         | 1972  | 1978       |
| Wild Cat                    | Montagnes russes assises                        | Anton Schwarzkopf         | 1979  | 2011       |
| Avalanche Run               | Montagnes russes bobsleigh                      | Intamin                   | 1985  | 1989       |
| Disaster Transport          | Montagnes russes bobsleigh                      | Intamin                   | 1989  | 2012       |
| Mean Streak                 | Montagnes russes en bois                        | Dinn Corporation          | 1991  | 2016       |
| Wicked Twister              | Méga montagnes russes lancées navette inversées | Intamin                   | 2002  | 2021       |

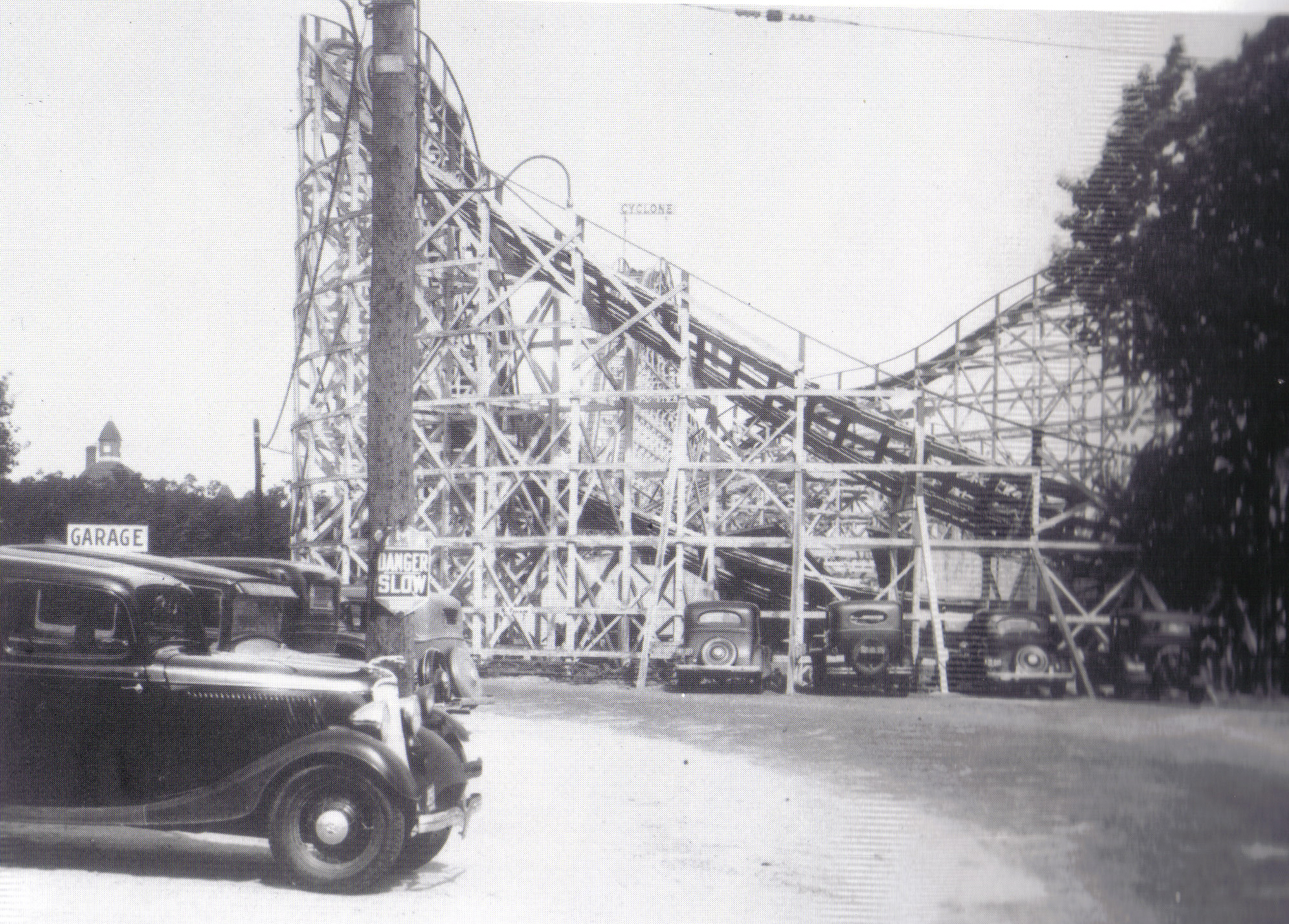
Cyclone
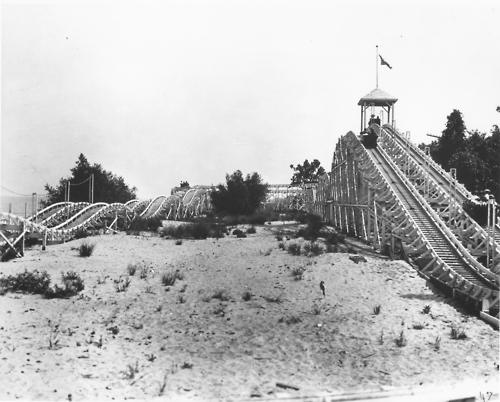
Figure-Eight Roller Toboggan
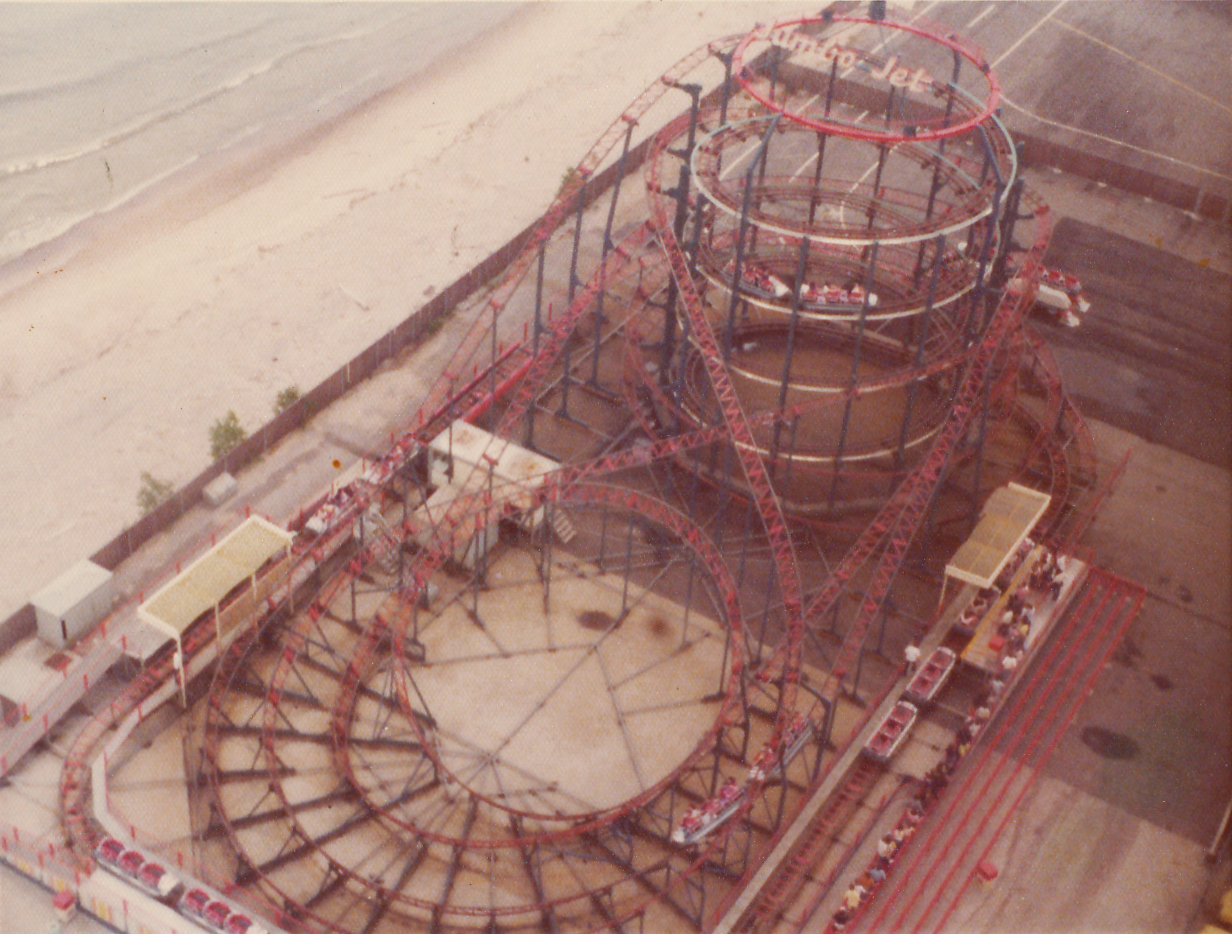
Jumbo Jet
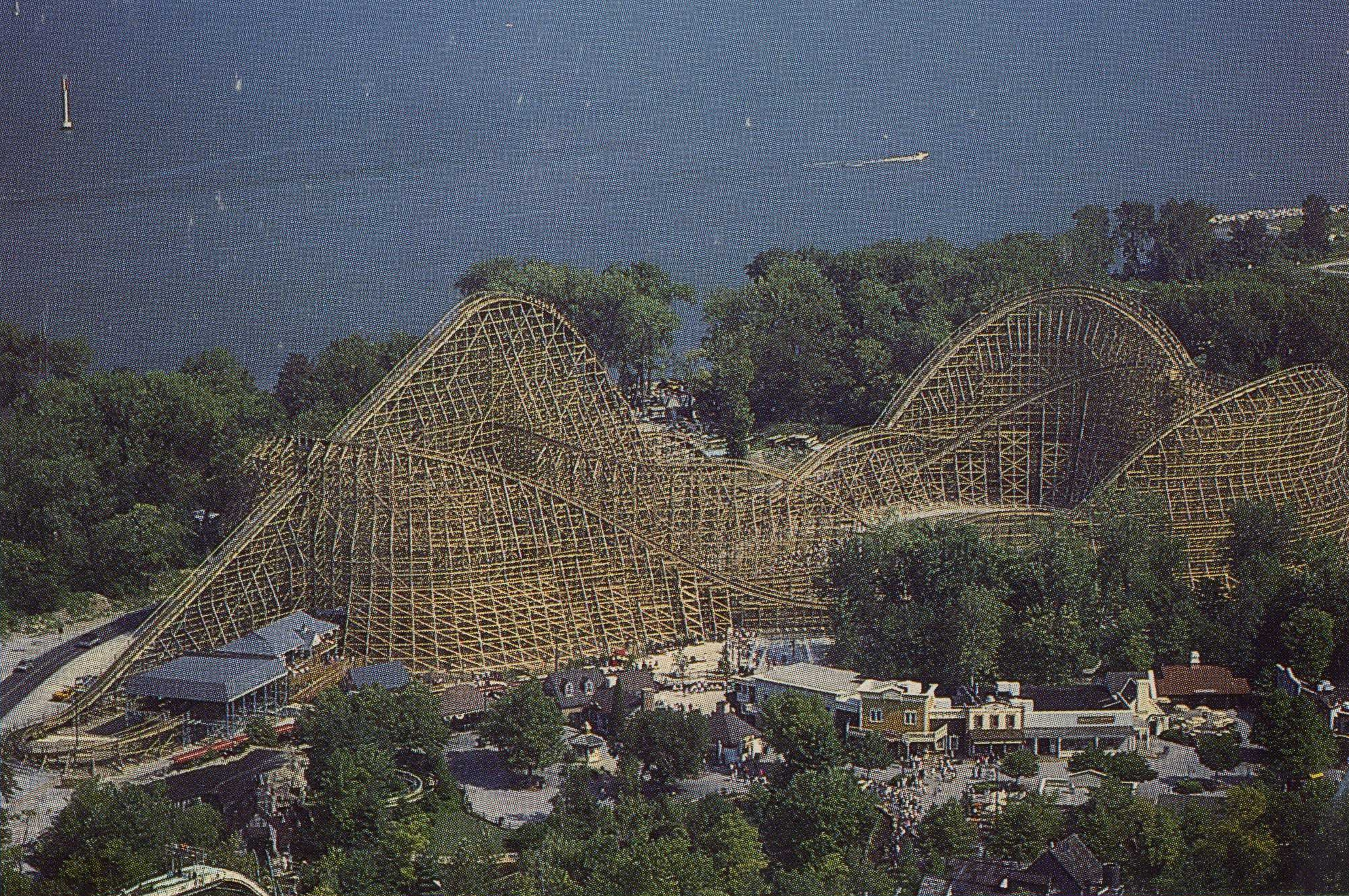
Mean Streak en 1996
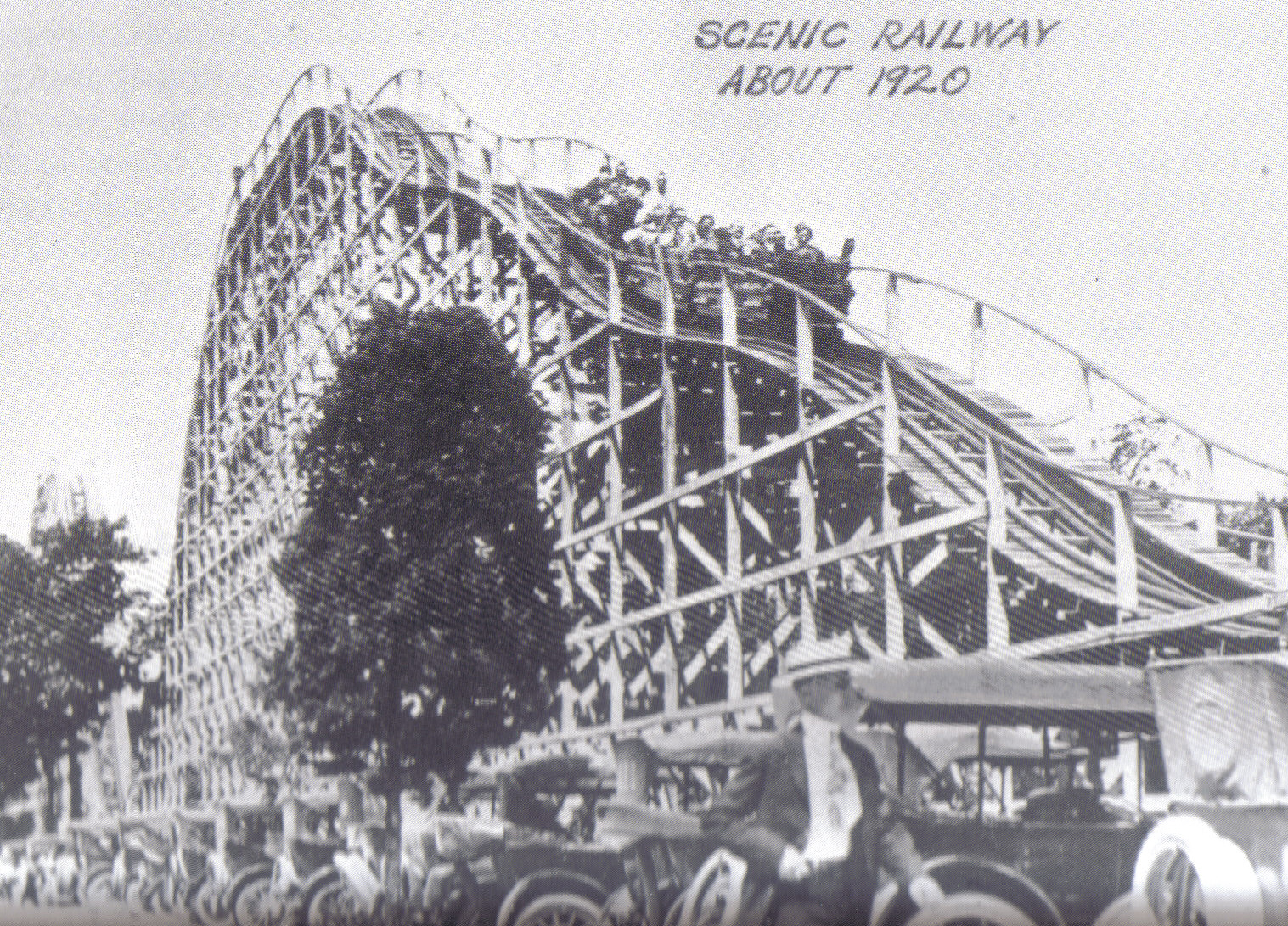
Scenic Railway
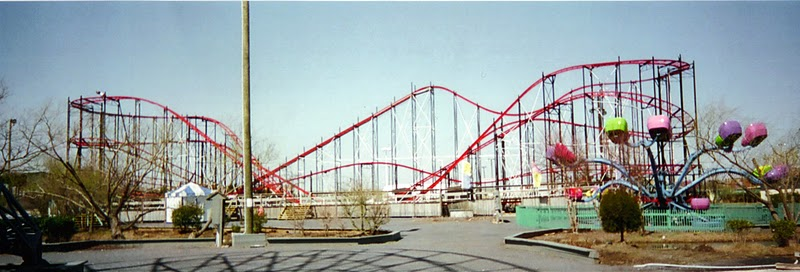
Wildcat
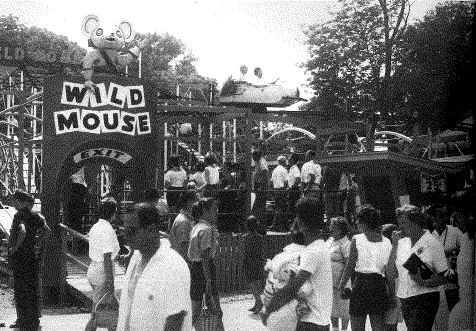
Wild Mouse
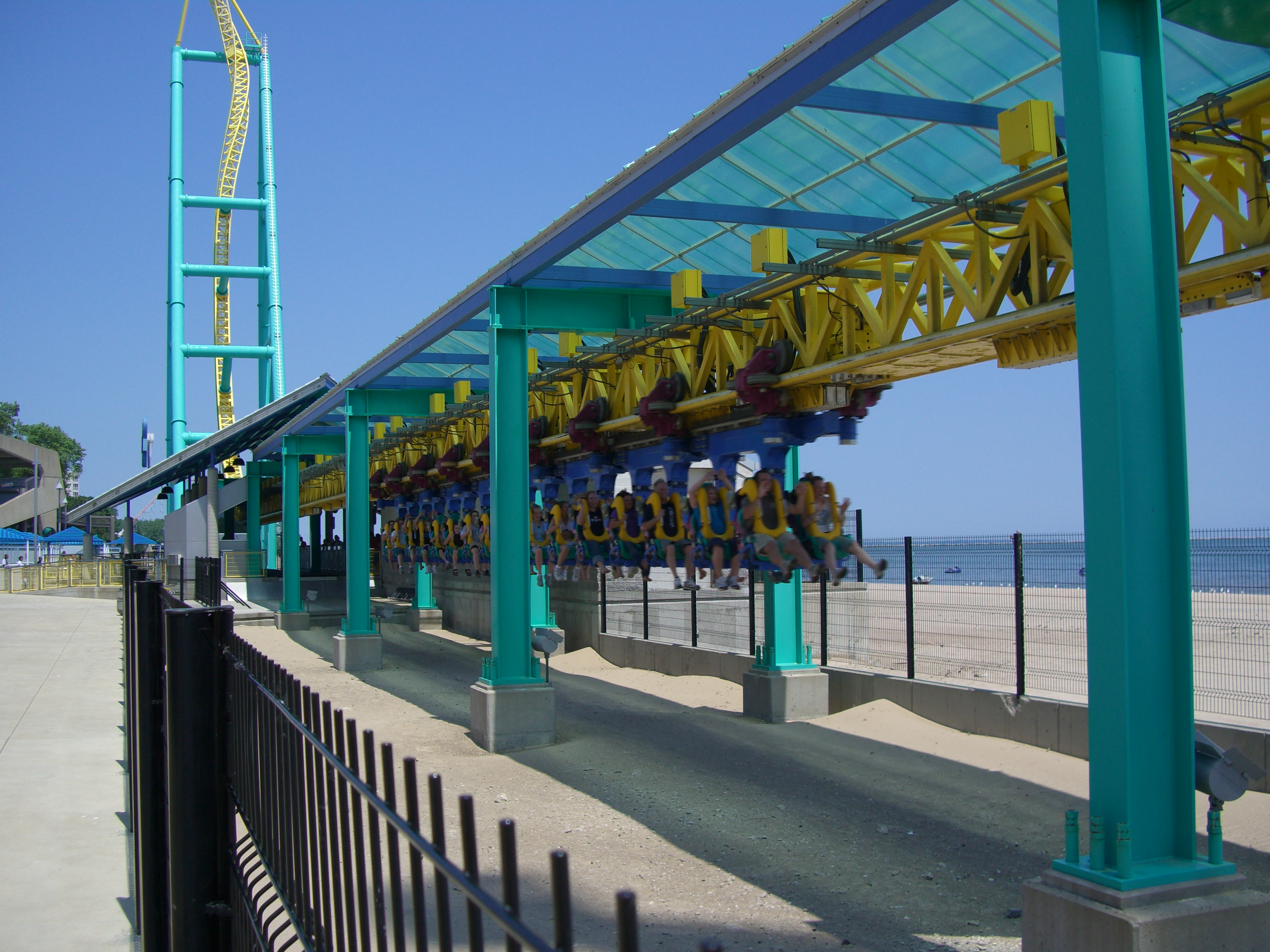
Wicked Twister

### Anciennes autres attractions

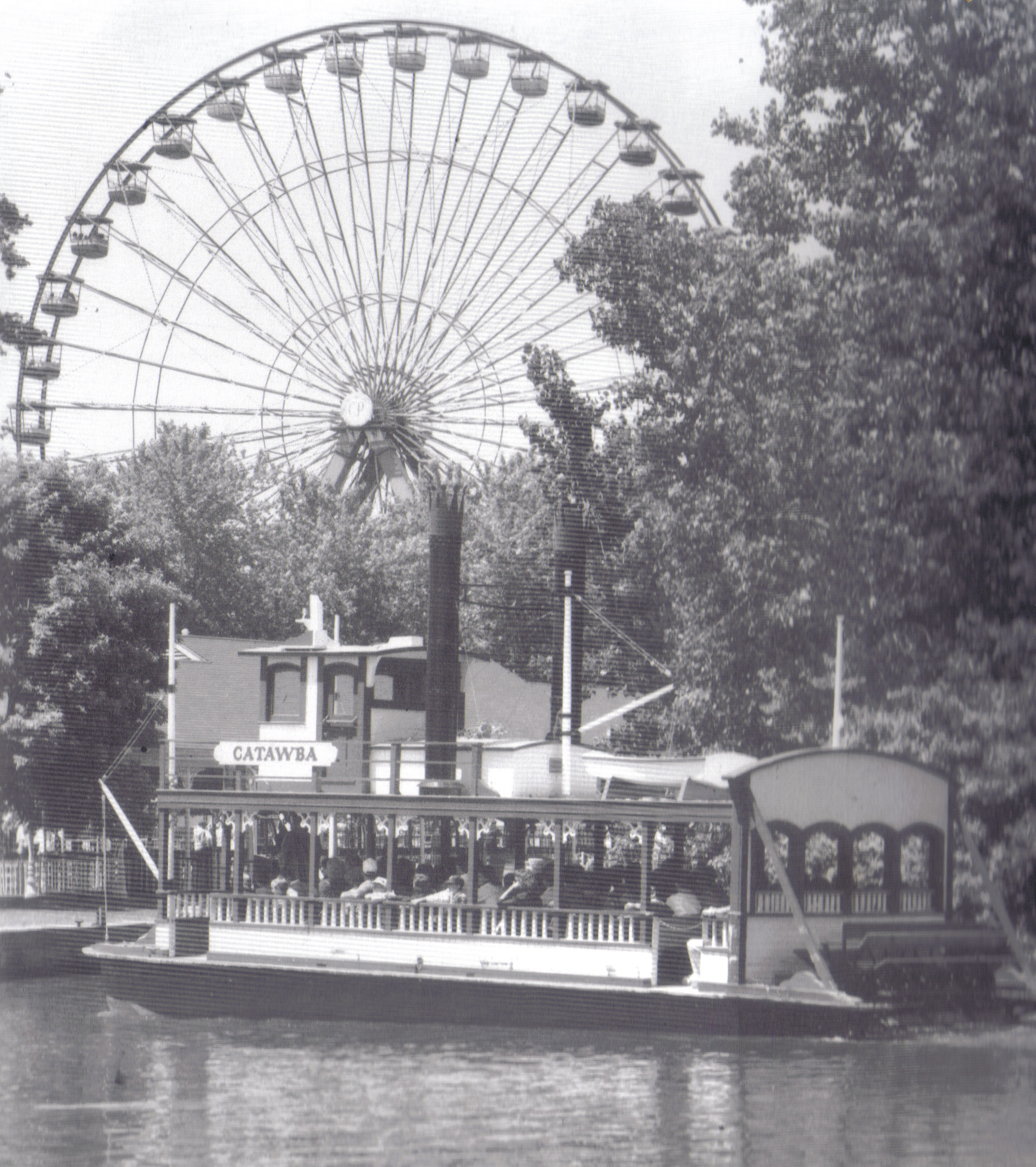
Giant Sky Wheel et Paddlewheel Excursions.

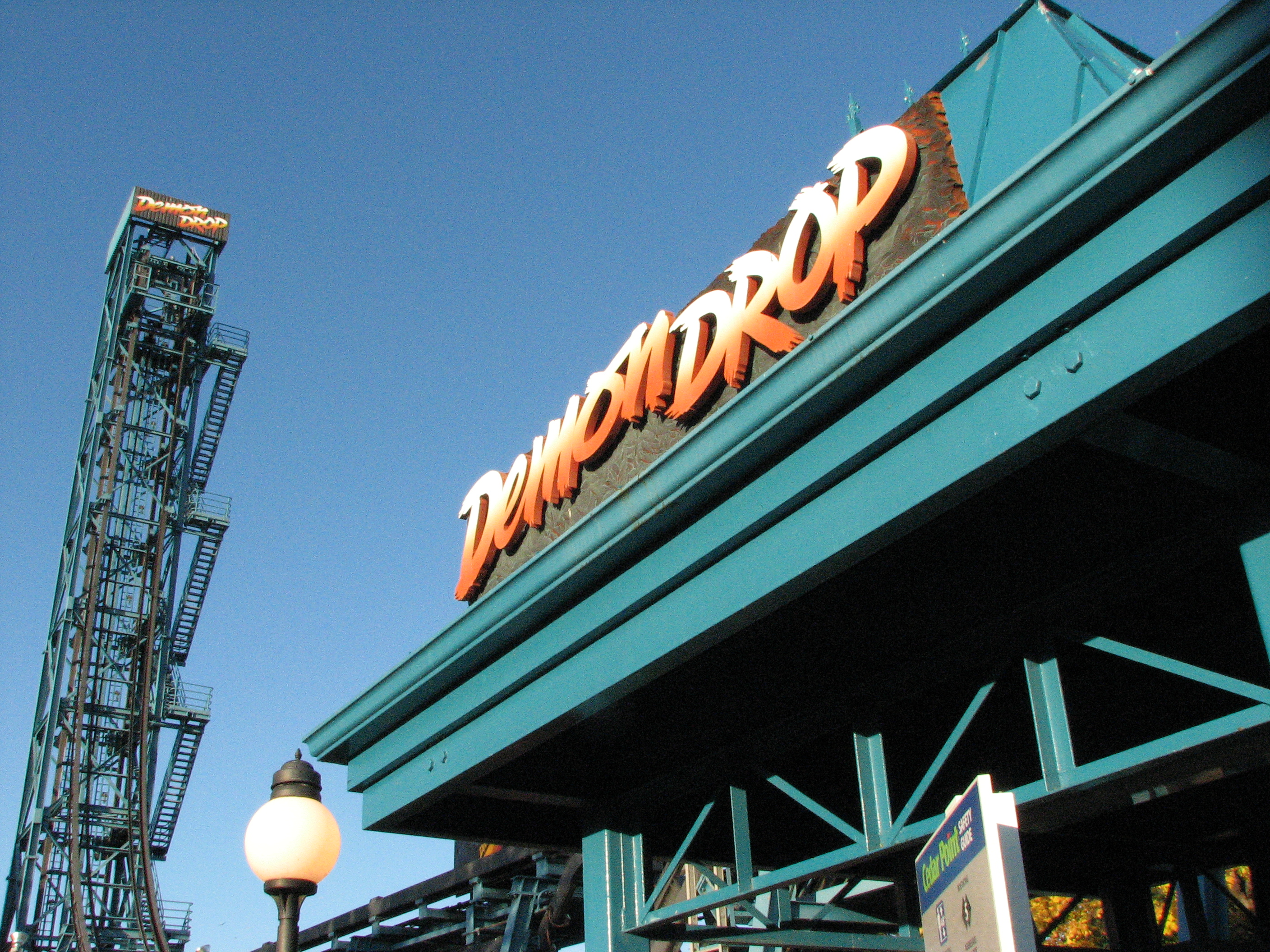
Demon Drop.

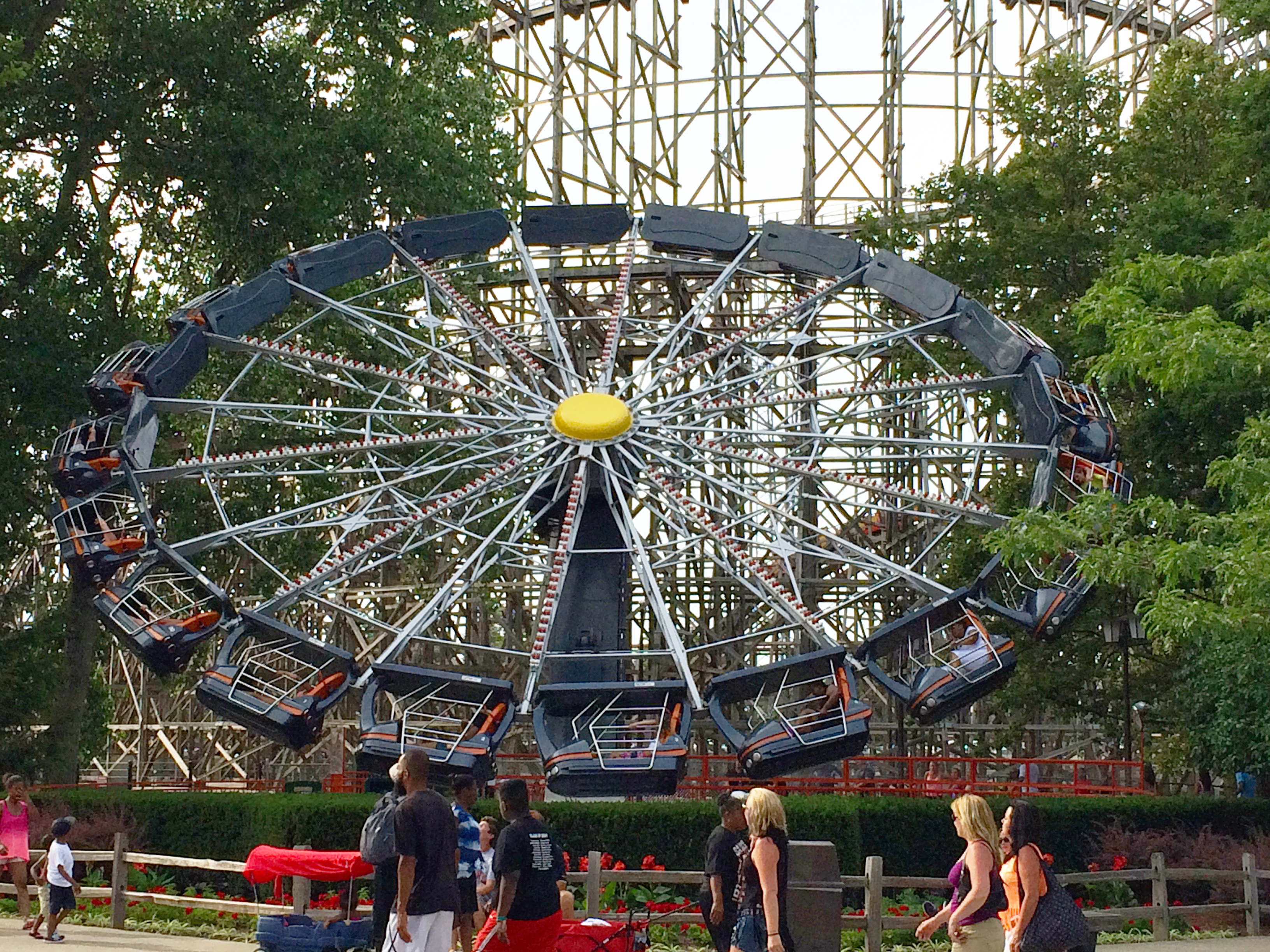
Witches' Wheel.

- Antique Cars - Parcours en voiture d'Arrow Development (1969-2021)

- Bayern Kurve - Bayern Kurve de Schwarzkopf (1970-1984)
- Bumper Boat - Bouées-tamponneuses de Hampton (1993-2013)
- Caterpillar - Chenille (1924-1961)
- Chaos - Chaos de Chance Rides (1997-2010)
- Choo Choo Lagoon - Aire de jeux pour enfants (1995-2016)
- Demon Drop - Chute libre d'Intamin (1983-2009)
- Dodgem - Autos-tamponneuses (1967-2001)
- Earthquake - Parcours scénique d'Arrow Development (1965-1984)
- Flying Scooter - Flying Scooters (1944-1960)
- Frontier Carousel - Carrousel de Dentzel (1972-1994)
- Frontier Lift - Télécabine de Von Roll (1968-1985)
- Fun House - Palais du rire (années 1950/1960-1981)
- Giant Sky Wheel - Grande roue de Herschell (1961-1980)
- Hot Rods - Carrousel de voitures de Hampton (1970-2013)
- Jungle Larry's African Safari - Zoo (1965-1994)
- Mill Race - Bûches d'Arrow Development (1963-1993)
- Monorail - Monorail de Ohio Mechanical Handling Company (1959-1965)
- Moon Rocket - (1946-années 1950)
- Old Timer - Carrousel de voitures de Hampton (1970-2013)
- Paddlewheel Excursions - Croisière (1961-2011)
- Pirate Ride - Parcours scénique d'Arrow Development (1966-1996)
- Rotor - Rotor de Anglo Rotor Corporation (1961-1964)
- Schwabinchen - Trabant-Wipeout de Mack Rides (1970-2002)
- Sea Swing - Chaises volantes de Traver Engineering (1904-?)
- Shoot The Rapid - Bûches d'Intamin (2010-2015)
- SkyScraper - Speed de Gravity Works (2008-2015)
- Sky Slide - Toboggan (1968-1991)
- Space Spiral - Gyro Tower de Von Roll/Willie Buhler's Space Towers Company (1965-2012)
- Speed Slides - Toboggans (1988-2011)
- Star Voyager - Jet ride de Kasper Klaus (1961-1986)
- Tiki-Twirl - Calypso de Mack Rides (1970-1984)
- Trabant - Trabant-Wipeout de Chance Rides (1966-1990)
- Tumble Bug - Tumble Bug de Traver Engineering (1934-1963)
- Turnpike Car - Parcours en voitures d'Arrow Dynamics (1959-2014)
- VertiGo - Sky Sling de S&S Worldwide (2001)
- Water Toboggan - Toboggan aquatique (1890-début 1900)
- White Water Landing - Bûches d'Arrow Development (1982-2005)
- Witches' Wheel - Enterprise de Huss Park Attractions (1977-2018)
- Zugspitze - Music Express de Mack Rides (1966-1971)

## Autour du parc
- Camper Village
- Cedar Point Marina
- Hotel Breakers
- Lighthouse Point
- Sandcastle Suites
- Short Drive From Park
- Breakers Express
- Castaway Bay
- Castaway Bay Marina